# Landévennec
Landévennec [lɑ̃devɛnɛk] est une commune du département du Finistère, dans la région Bretagne, en France. Elle est située à l'embouchure de l'Aulne dans la rade de Brest, à égale distance de Brest et de Quimper (55 km).

## Toponymie

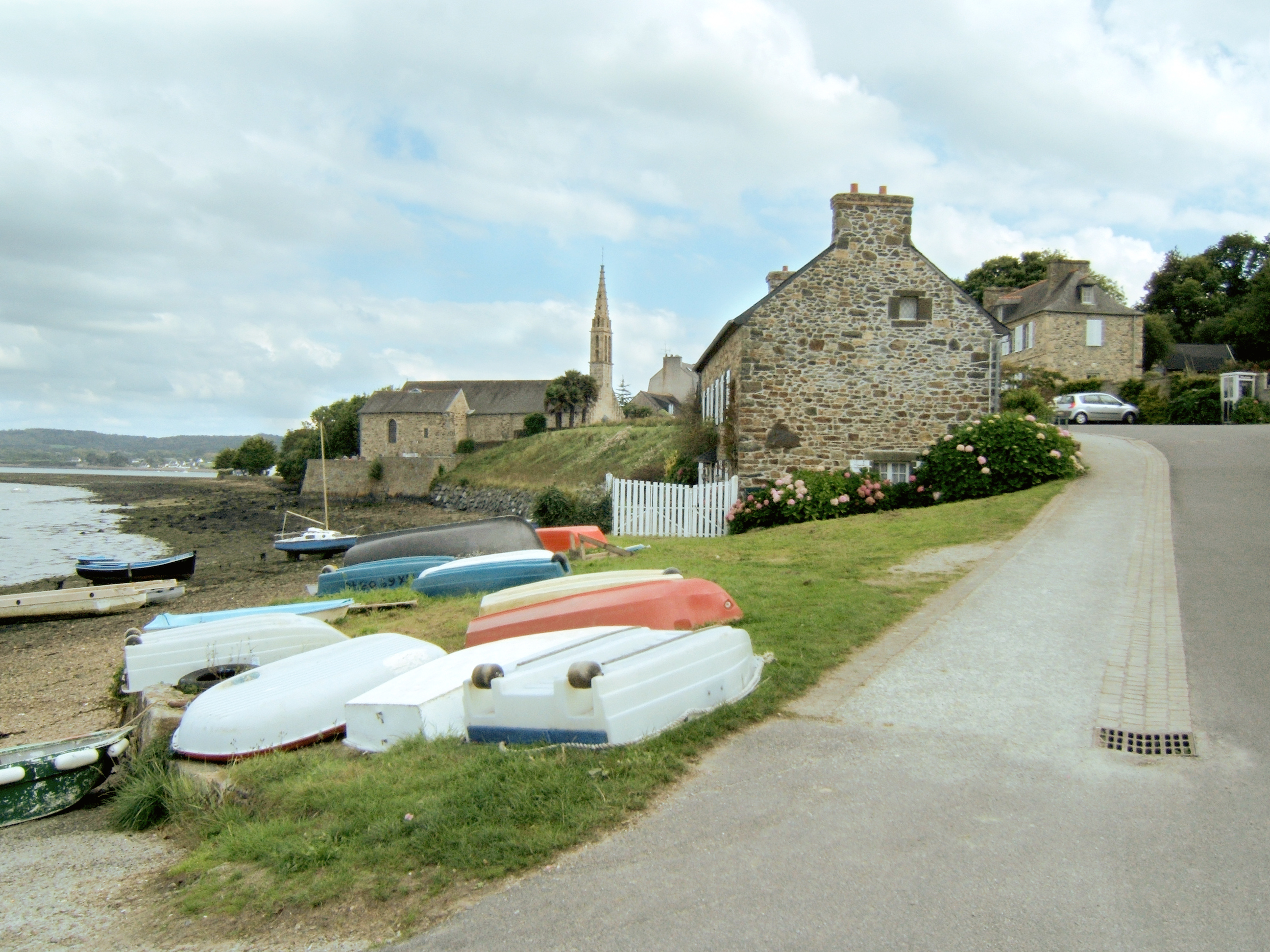
Port Maria avec, en arrière-plan, l'église Notre-Dame avec son cimetière marin.

Attestée sous les formes Landevennoch en 818, Landeguennoch en 1236.
Il s'agit d'un lieu lié à saint Guénolé, célèbre saint breton. lann signifie « sanctuaire » ; la deuxième partie est basé sur To-Winnoc, forme secondaire de Guénolé, en vieux breton Winwaloe.
Landévennec est donc le « sanctuaire de Guénolé ».
Dom Louis Le Pelletier, moine bénédictin de Landévennec au XVIIIe siècle, auteur du Dictionnaire de la langue bretonne, paru en 1754, emprunte l'étymologie de Landévennec à la qualité exceptionnelle de sa situation climatique, et pour lui le mot viendrait de « Land-Teven » signifiant « lieu exposé au soleil ».
Landévennec pourrait aussi signifier l'ermitage de Guennec.

## Géographie
| Rade de Brest   | Logonna-Daoulas L' Aulne | L'Hôpital-Camfrout L' Aulne |
| Argol           | Landévennec              | Hanvec L' Aulne             |
| Telgruc-sur-mer | Argol                    | Rosnoën                     |

### Description

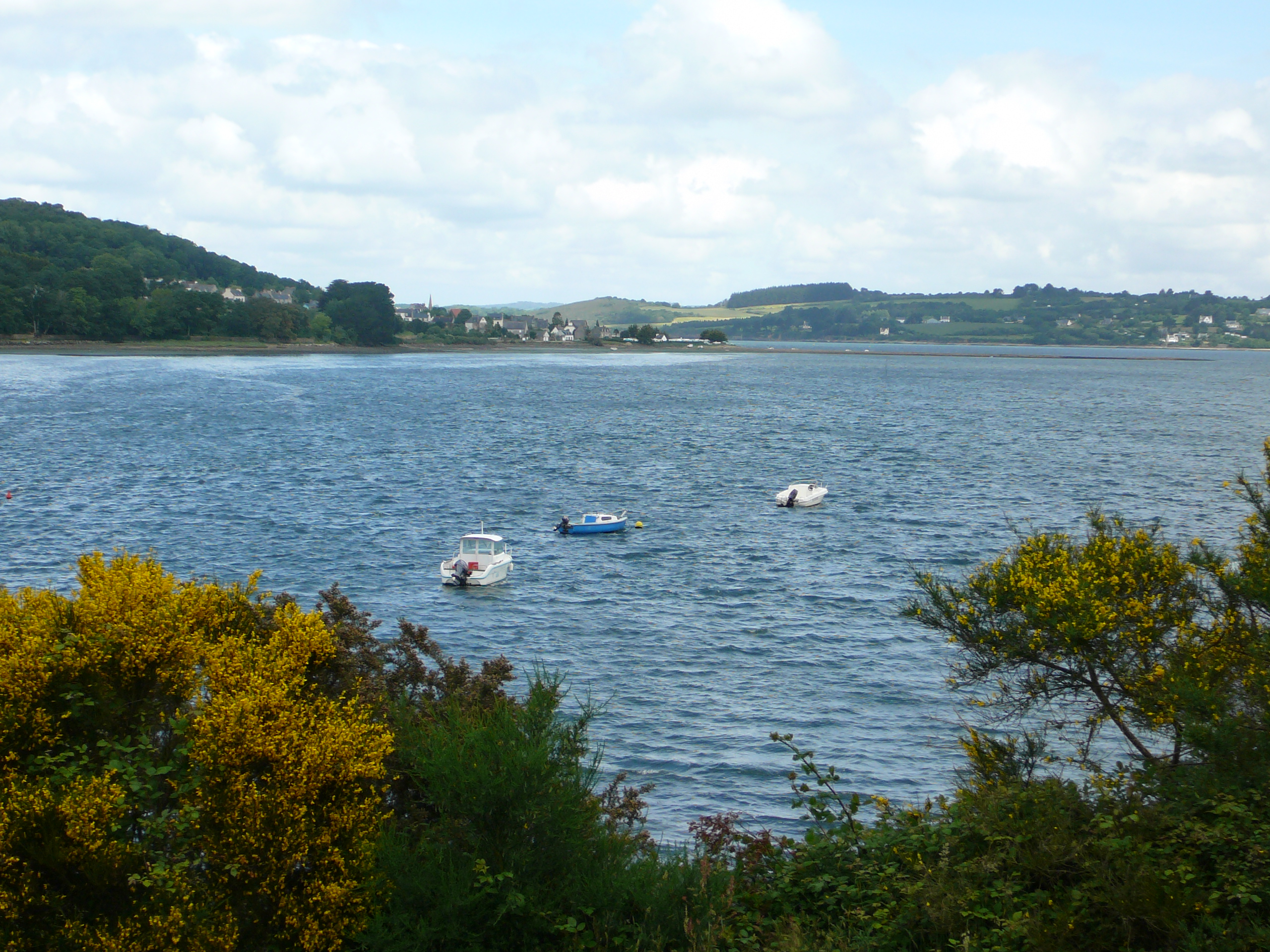
L'Aulne et le village de Landévennec.

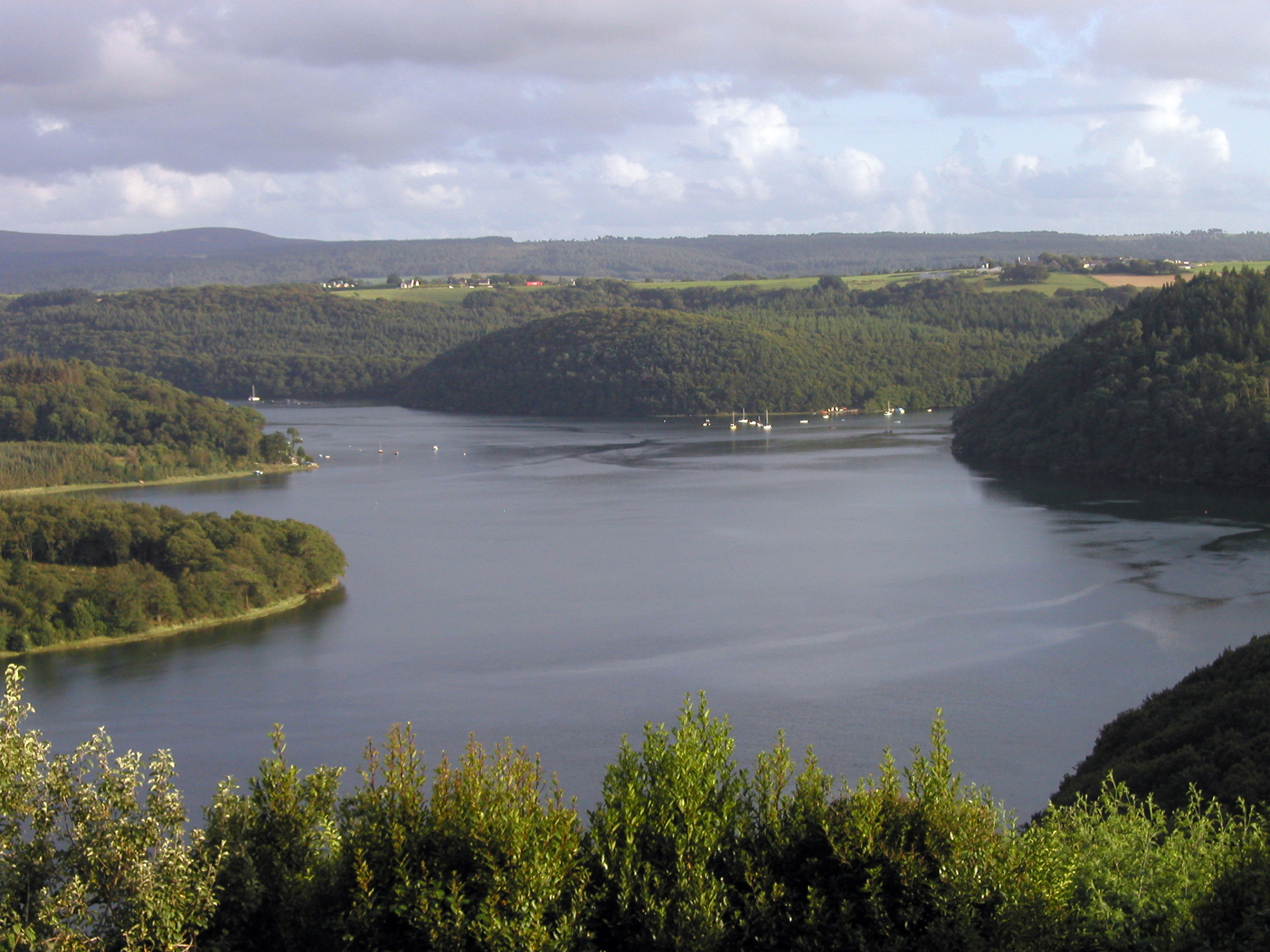
Le fond de la rade de Brest (estuaire de l'Aulne) vu des hauteurs dominant le cimetière de bateaux de Landévennec.

Landévennec, niché au fond de la rade de Brest, sur le dernier méandre de l'Aulne en partie submergé lors de la remontée du niveau de la mer après la glaciation de Würm, constitue un paysage pittoresque qui inspire la poésie. Tout y est réuni, le bois, la montagne (Ménez Hom), la rivière et la mer.
Au début du XXe siècle, en 1920, Landévennec se présente comme un joli petit village paisible, encerclé d'eau et de pins, dans un site imprégné de grandeur, au pied des escarpements de la presqu'île et formant une pointe s'avançant aux confins du fond de la rade de Brest et de l'Aulne maritime.
Le climat doux et humide, la situation du pays bien abrité des vents forts, font de ce petit coin de terre l'un de ceux de la Bretagne où la végétation du midi se développe et prospère admirablement. « Les plantes des pays chauds croissent en toute liberté, araucarias et figuiers, mimosas et eucalyptus » écrit Gustave Geffroy en 1903.
« Le port de Landévennec ne se compose que d'une simple cale, de 78 mètres de longueur sur 5 m de largeur et 12 % d'inclinaison, situé sur la grève dite de Port-Maria, près de la pointe de Landévennec, sur la rive gauche de l'estuaire de l'Aulne. (...) Le mouvement de la navigation y est sans importance ». Cette description date de 1889 mais est encore valable pour le port d'aujourd'hui.
Depuis le belvédère, à l'entrée du village, la vue est imprenable sur le cimetière de navires (le croiseur Colbert, jadis destiné à la lutte anti-aérienne, y séjourna longtemps avant d'être démantelé). Depuis 2007, le lieu fait revivre le souvenir de l'ancienne station navale, quand Landévennec accueillait les bateaux de la Marine en réserve.
Mais la situation de presqu'île coincée entre la rade de Brest et l'estuaire de l'Aulne contribue à faire de Landévennec une commune enclavée, mal reliée à son voisinage, sans liaison maritime désormais avec Brest et les autres ports de la rade de Brest et sans bac permettant de franchir l'estuaire. Même l'accès routier est long (détour important pour rejoindre le pont de Térénez qui permet de franchir l'Aulne et de relier la commune au reste du monde) ou difficile si l'on emprunte la route plus directe étroite et sinueuse. C'est d'ailleurs cet isolement qui avait déjà attiré saint Guénolé et ses disciples lors de la fondation de l'abbaye. C'est aussi la persistance de cet isolement qui fait aujourd'hui le charme de Landévennec.
| - Carte topographique de la commune de Landévennec. |

### Le bois du Loc'h et la forêt de Landévennec
Le bois du Loc'h est une réserve biologique intégrale depuis 2006 ; elle a été choisie car elle est l'un des rares témoins des forêts de feuillus originelles de la côte bretonne ; les coupes de bois sont arrêtées et un état de référence a été réalisé sur une soixantaine de placettes dont les caractéristiques seront remesurées tous les dix ans afin d'en déterminer l'évolution. Le bois du Loc'h évolue donc en l'absence de toute intervention humaine depuis cette date, mais reste ouvert aux promeneurs.
À l'ouest du bourg, en direction de Lanvéoc, le bois du Loc'h et la forêt domaniale de Landévennec (qui s'étend aussi le long de la rive gauche de l'Aulne maritime jusqu'au bois du Folgoat et même au-delà, sur le territoire de la commune d'Argol jusqu'au pont de Térénez) présentent en bord du littoral sud de la rade de Brest une pente forte (le point culminant est à 87 mètres d'altitude à quelques centaines de mètres de la mer) et sont traversés par le sentier littoral GR 34. Le « Sillon des Anglais » est une flèche littorale, c'est-à-dire un cordon de sable et de galets perpendiculaire au tracé littoral. La partie allant de l'abbaye de Landévennec à Moulin-Mer présente aussi une pente extrêmement forte, en particulier au niveau du bois du Folgoat, où le dénivelé atteint 80 mètres.
Un ancien moulin à marée se trouve à la limite sud de la commune, donnant sur l'Aulne maritime, au lieu-dit « Moulin-Mer ».
Le plateau situé à l'intérieur de la presqu'île de Landévennec atteint jusqu'à 111 mètres d'altitude le long de la RD 60, véritable « colonne vertébrale » de cette presqu'île, et porte quelques exploitations agricoles (à Kervéleyen, Quiniquidec, Daoubors, Kerborhel, etc.).

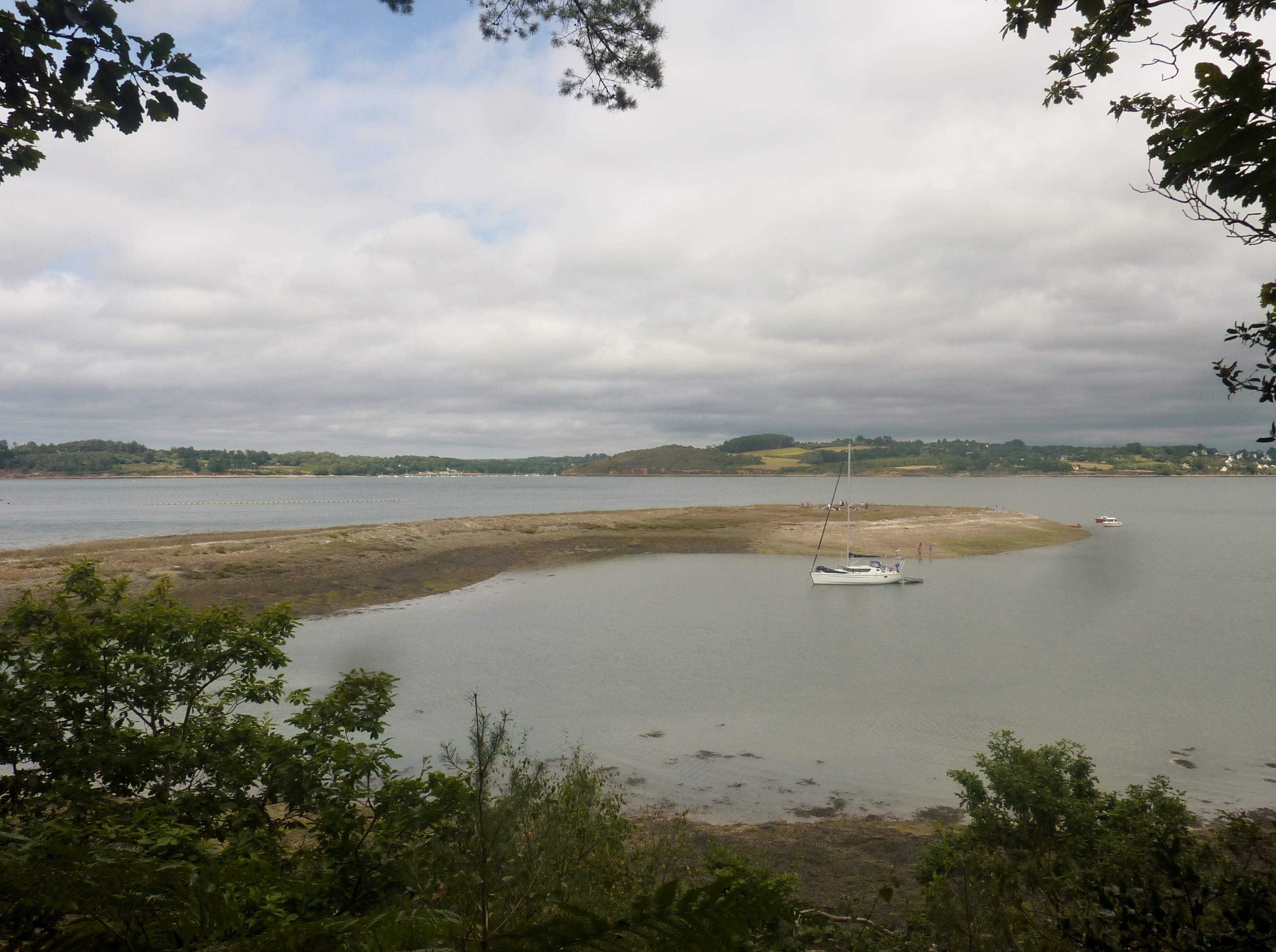
Le « Sillon des Anglais ».
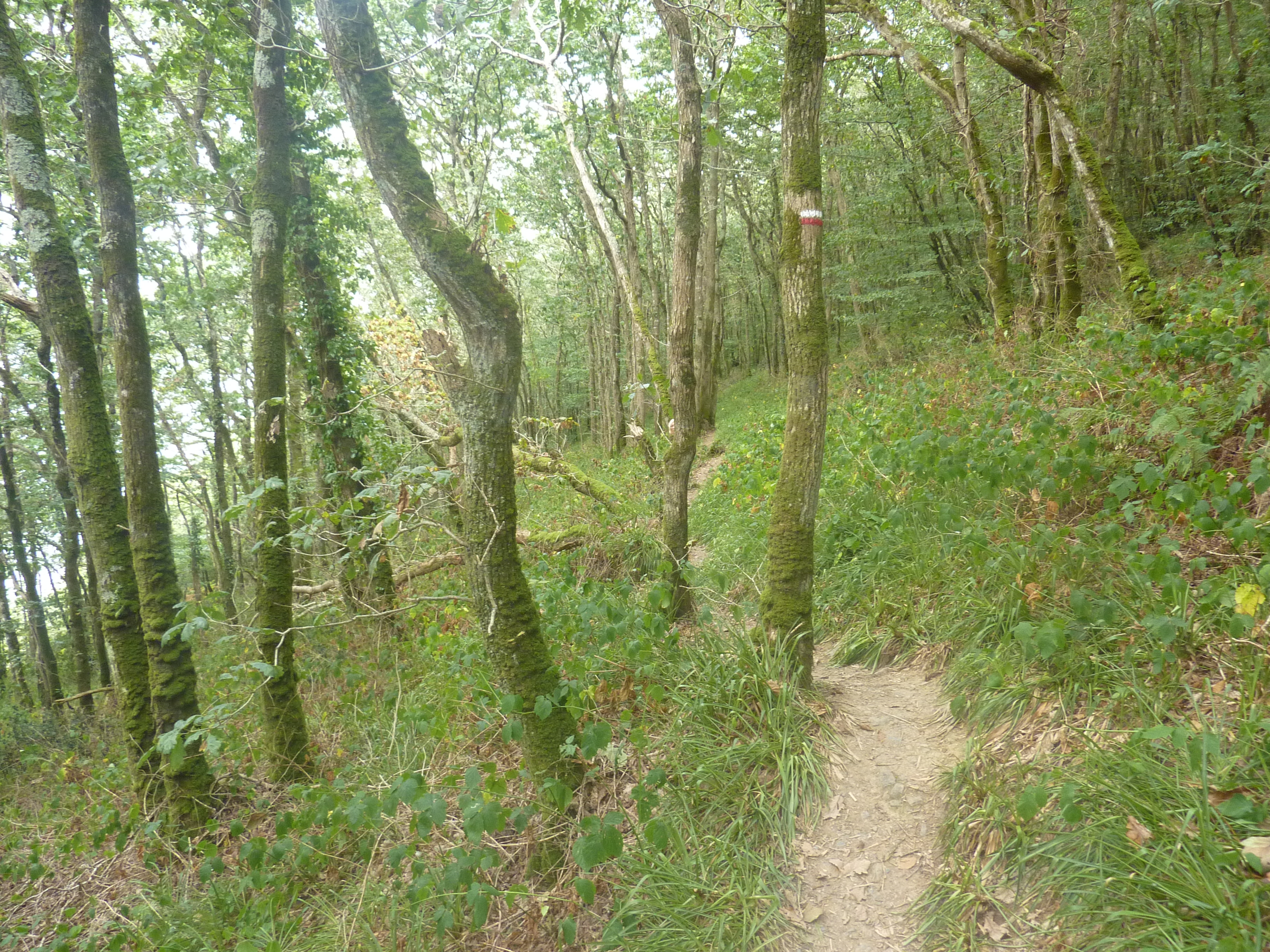
Le GR 34 (sentier littoral) dans le bois du Loc'h.
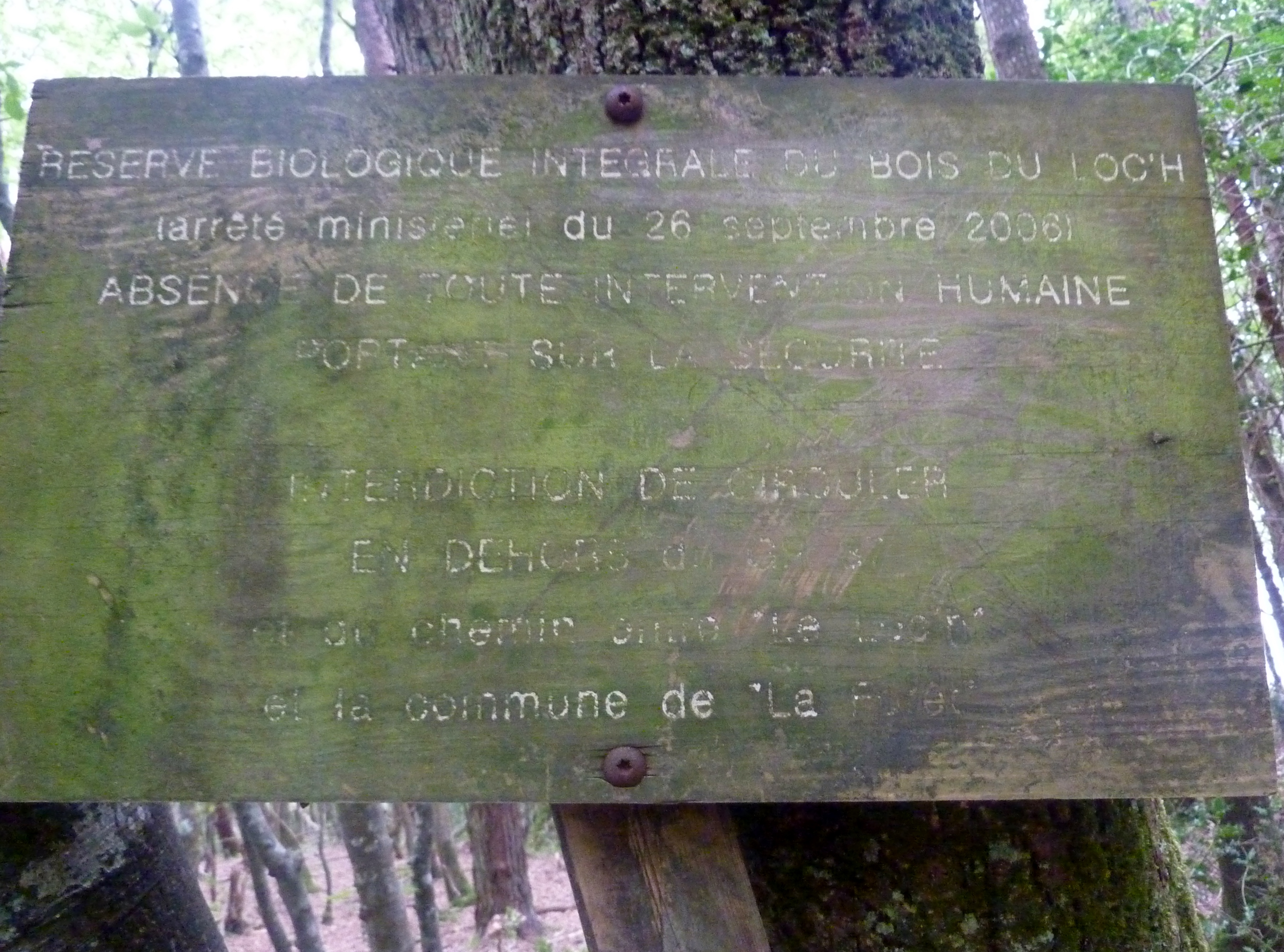
Panneau de la réserve biologique intégrale du bois du Loc'h.
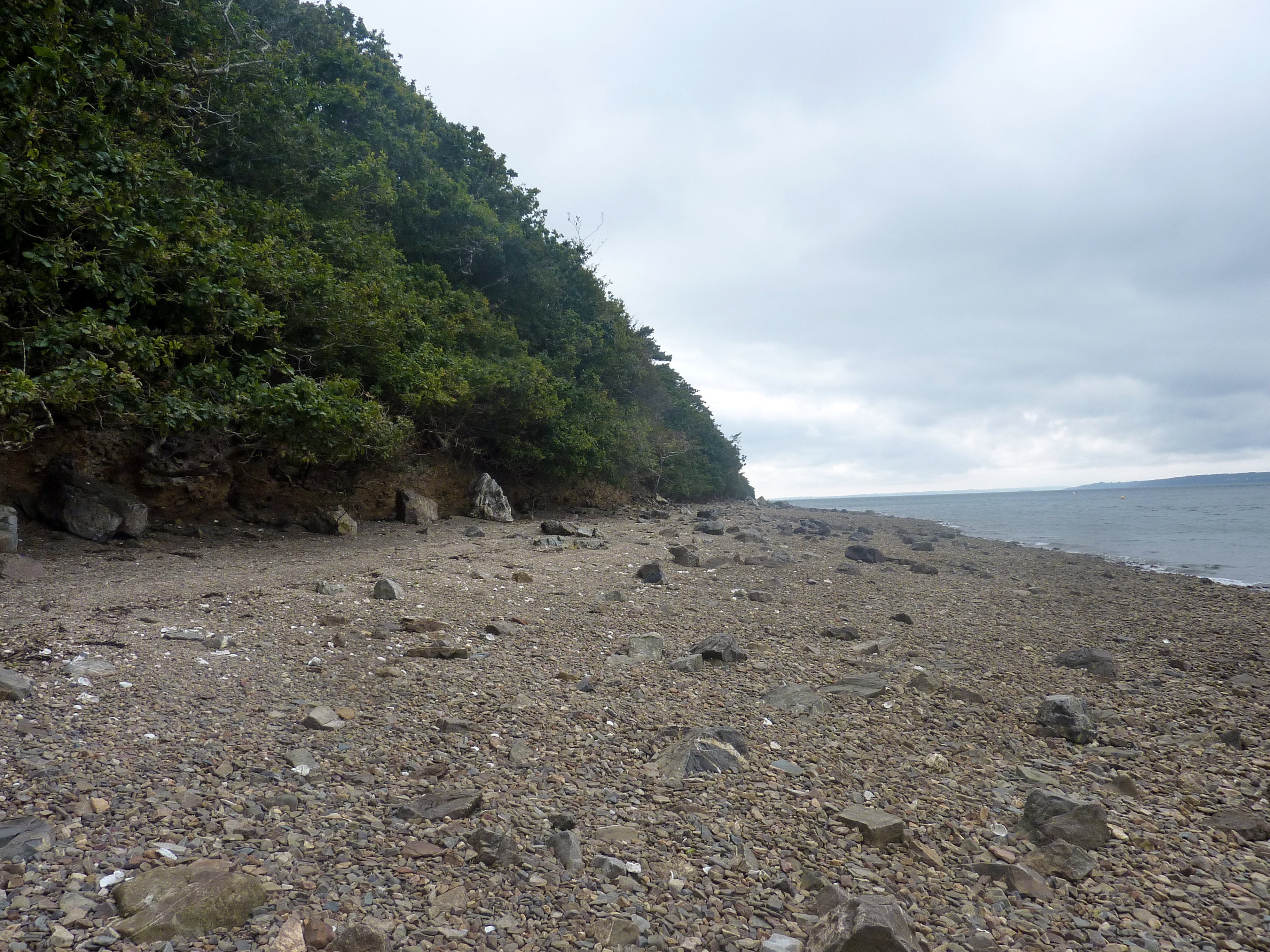
La grève le long du bois du Loc'h (littoral sud de la Rivière du Faou, sud de la rade de Brest).
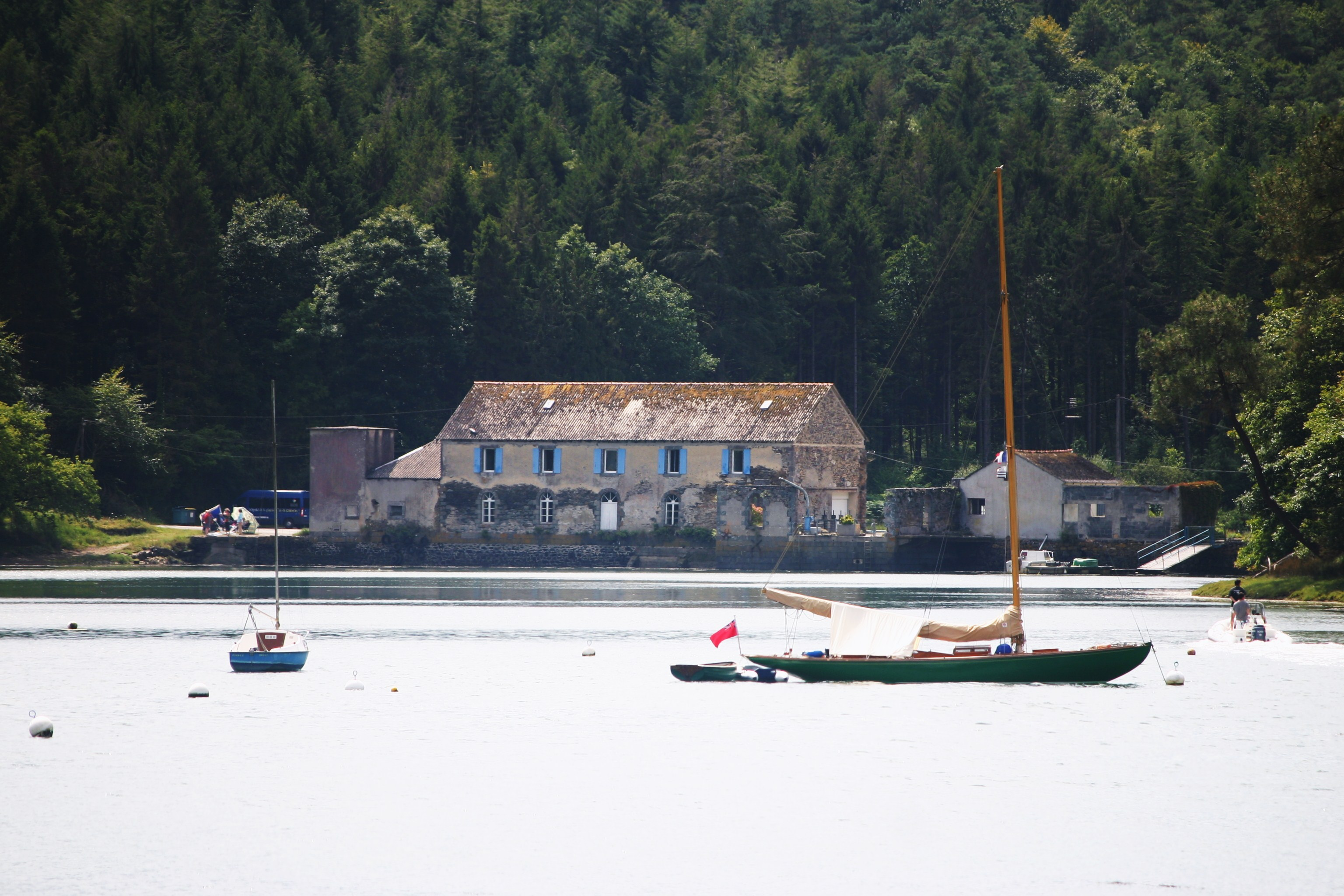
Le moulin à marée de Moulin-Mer.

### Géologie
Deux des vingt-sept sites de la Réserve naturelle régionale des sites d'intérêt géologique de la presqu'île de Crozon sont situés à Landévennec : la flèche à pointe libre sub-parallèle à la côte à crochets multiples du Sillon des Anglais et la flèche à pointe libre à crochets dus aux courants de marée du Sillon du Pal. Un troisième, le poulier en chicane ou en vis-à-vis du Loc'h est à cheval sur les communes d'Argol et Landévennec.
« Des couches d'hématite brune et rouge se montrent au milieu des terrains silurien et surtout dévonien, notamment dans les communes de Landévennec, Argol, Trégarvan, Dinéault, Rosnoën ; quelques-unes peuvent être suivies sur plusieurs kilomètres. L'épaisseur, quelquefois très grande, est très variable, comme la qualité du minerai, qui passe graduellement de l'hématite brune fibreuse la plus riche au grès simplement coloré. On trouve les traces d'anciennes exploitations en une foule de points, ainsi que des scories anciennes, mais on n'a pas conservé le souvenir de ces travaux très anciens ».
Pendant l'Entre-deux-guerres, la « Société Normande des Mines » fit une demande de concession et d'exploitation de minerai de fer sur une superficie de 4 561 hectares sur le territoire des communes de Lanvéoc, Crozon, Telgruc, Argol et Landévennec, mais cette demande fut rejetée par un décret daté du 20 juillet 1932.
Des grauwackes dits « de Landévennec », datant du Siégénien (un sous-étage du Dévonien inférieur) affleurent également à Landévennec.

### Hydrographie
Pour un article plus général, voir Réseau hydrographique du Finistère.
La commune est située dans le bassin Loire-Bretagne. Elle est drainée par le Loc'h et divers autres petits cours d'eau,.

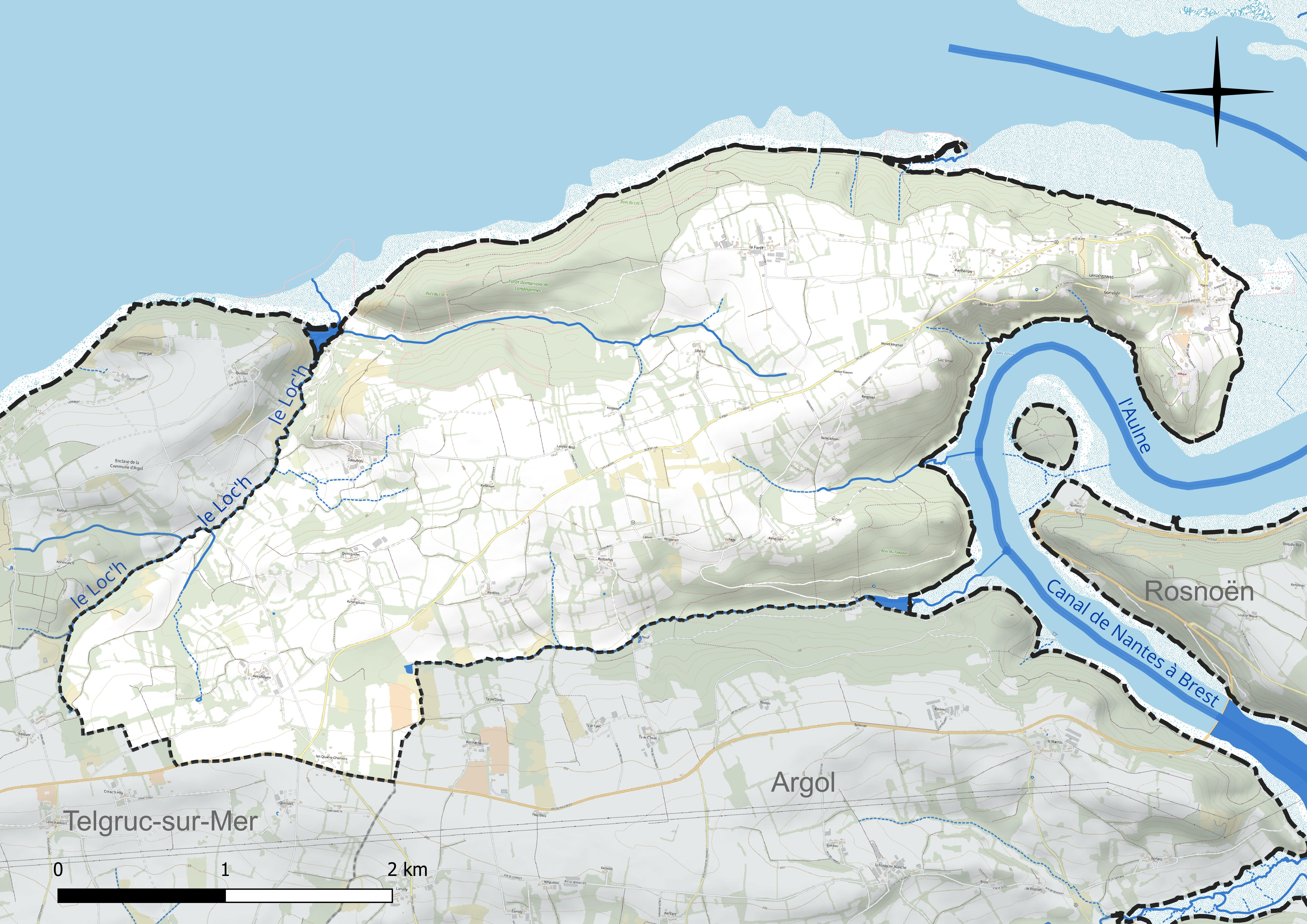
Réseau hydrographique de Landévennec.

### Climat
Pour des articles plus généraux, voir Climat de la Bretagne et Climat du Finistère.
En 2010, le climat de la commune est de type climat océanique franc, selon une étude du CNRS s'appuyant sur une série de données couvrant la période 1971-2000. En 2020, Météo-France publie une typologie des climats de la France métropolitaine dans laquelle la commune est exposée à un climat océanique et est dans la région climatique  Finistère nord, caractérisée par une pluviométrie élevée, des températures douces en hiver (6 °C), fraîches en été et des vents forts. Parallèlement l'observatoire de l'environnement en Bretagne publie en 2020 un zonage climatique de la région Bretagne, s'appuyant sur des données de Météo-France de 2009. La commune est, selon ce zonage, dans la zone « Littoral », exposée à un climat venté, avec des étés frais mais doux en hiver et des pluies moyennes.  
Pour la période 1971-2000, la température annuelle moyenne est de 11,7 °C, avec  une amplitude thermique annuelle de 10 °C. Le cumul annuel moyen de précipitations est de 908 mm, avec 15,5 jours de précipitations en janvier et 7 jours en juillet. Pour la période 1991-2020, la température moyenne annuelle observée sur la station météorologique la plus proche, située sur la commune de Lanvéoc à 14 km à vol d'oiseau, est de 12,2 °C et le cumul annuel moyen de précipitations est de 1 030,1 mm,. Pour l'avenir, les paramètres climatiques de la commune estimés pour 2050 selon différents scénarios d'émission de gaz à effet de serre sont consultables sur un site dédié publié par Météo-France en novembre 2022.

## Urbanisme

### Typologie
Au 1er janvier 2024, Landévennec est catégorisée commune rurale à habitat très dispersé, selon la nouvelle grille communale de densité à 7 niveaux définie par l'Insee en 2022.
Elle est située hors unité urbaine. Par ailleurs la commune fait partie de l'aire d'attraction de Crozon, dont elle est une commune de la couronne,. Cette aire, qui regroupe 7 communes, est catégorisée dans les aires de moins de 50 000 habitants,.
La commune, bordée par la mer d'Iroise, est également une commune littorale au sens de la loi du 3 janvier 1986, dite loi littoral. Des dispositions spécifiques d'urbanisme s'y appliquent dès lors afin de préserver les espaces naturels, les sites, les paysages et l'équilibre écologique du littoral, tel le principe d'inconstructibilité, en dehors des espaces urbanisés, sur la bande littorale des 100 mètres, ou plus si le plan local d'urbanisme le prévoit.

### Occupation des sols

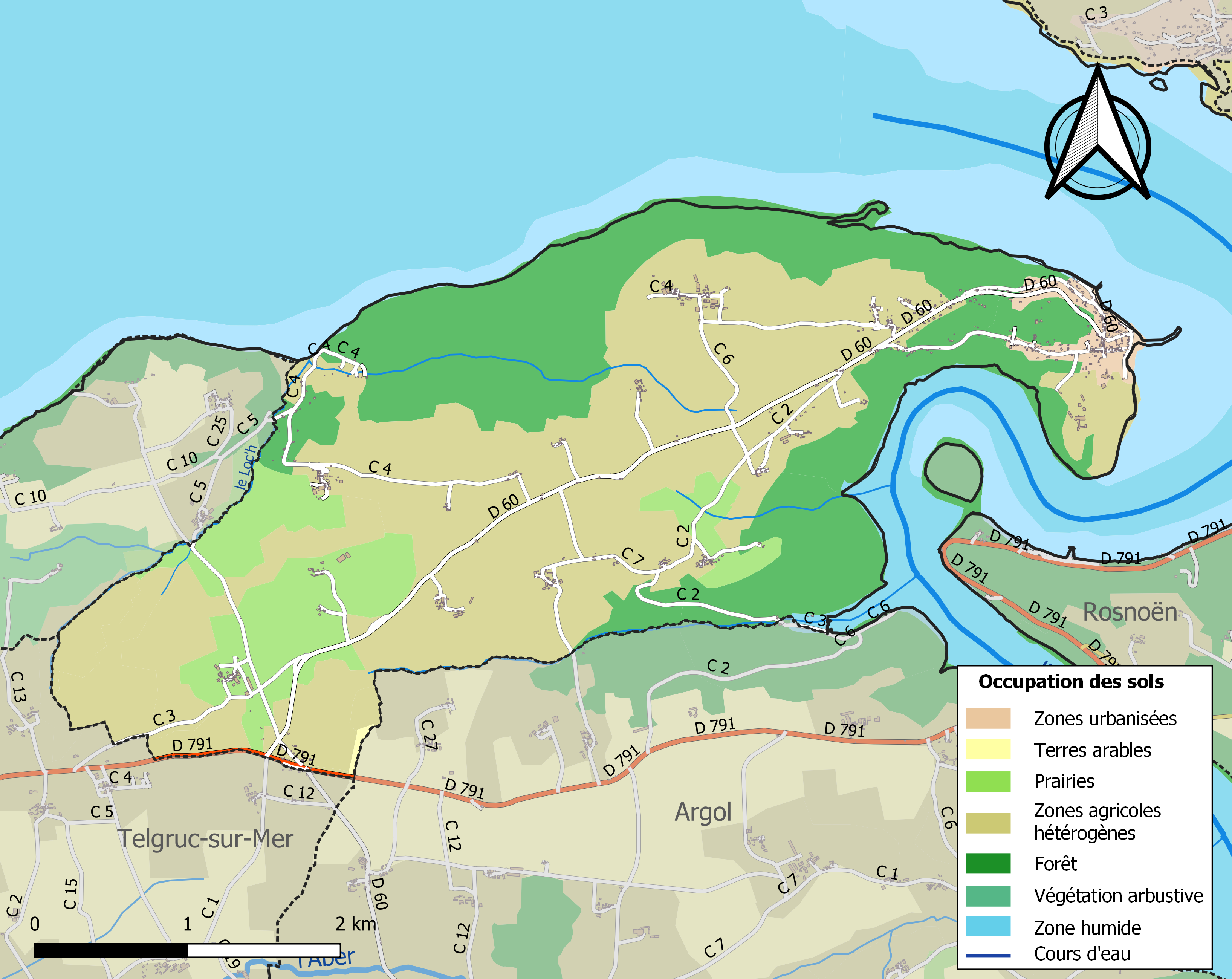
Carte des infrastructures et de l'occupation des sols de la commune en 2018 (CLC).

Le tableau ci-dessous présente l'occupation des sols détaillée de la commune en 2018, telle qu'elle ressort de la base de données européenne d'occupation biophysique des sols Corine Land Cover (CLC).
| Type d'occupation                                                                   | Pourcentage | Superficie (en hectares) |
| ----------------------------------------------------------------------------------- | ----------- | ------------------------ |
| Tissu urbain discontinu                                                             | 1,8 %       | 25                       |
| Terres arables hors périmètres d'irrigation                                         | 0,1 %       | 2                        |
| Prairies et autres surfaces toujours en herbe                                       | 11,7 %      | 163                      |
| Systèmes culturaux et parcellaires complexes                                        | 46,1 %      | 640                      |
| Surfaces essentiellement agricoles interrompues par des espaces naturels importants | 8,0 %       | 111                      |
| Forêts de feuillus                                                                  | 6,1 %       | 85                       |
| Forêts de conifères                                                                 | 5,6 %       | 78                       |
| Forêts mélangées                                                                    | 19,8 %      | 275                      |
| Zones intertidales                                                                  | 0,1 %       | 2                        |
| Estuaires                                                                           | 0,6 %       | 8                        |
| Source : Corine Land Cover                                                          |             |                          |

L'occupation des sols met en évidence une prédominance des terres agricoles sur la forêt ainsi qu'une faible urbanisation du territoire. Les terres agricoles, qui occupent 65,9 % de la surface communale, ont conservé en grande partie leur structure bocagère tandis que la forêt, qui occupe 31,5 % de la surface communale, est constituée pour une moitié d'essences de feuillus et pour l'autre moitié d'essences de conifères.

## Histoire

### Moyen Âge et Temps modernes
Landévennec devint un centre d'échange et de communication par l'importance de son abbaye. En fait le fief abbatial de Landévennec, qui comprenait le territoire de Landévennec, Argol, Trégarvan et une partie de Telgruc, remontait non au roi Gradlon, comme les moines du XIe siècle l'écrivirent dans leurs chartes apocryphes, mais au fondateur de l'abbaye, saint Guénolé, qui l'avait formé dès les premiers temps de l'émigration bretonne (Ve-VIe siècles) en s'en appropriant le sol par le défrichement et la culture.
Selon un témoignage du vicomte d'Avranches datant de 1296, Saint-Grimolin-des-Bois (nom qu'il donne à Landévennec) est une ville qui a  « moult de richesses qui est tenue par l'abbé de ce lieu ».
L'activité venue des foires et marchés et les différentes manifestations religieuses liées au monastère amenaient de nombreux visiteurs.
Landévennec utilisait divers moyens de communication par mer. L'ensemble des bacs permettait de franchir l'Aulne. Le passage de Poulben était desservi par deux chalands. Les jours de marché, il était utilisé un grand chaland servant au transport d'une vingtaine de chevaux, les autres jours, un plus petit, pour les passages habituels des habitants et de quelques chevaux. Ils se rendaient à Argol et au Faou.

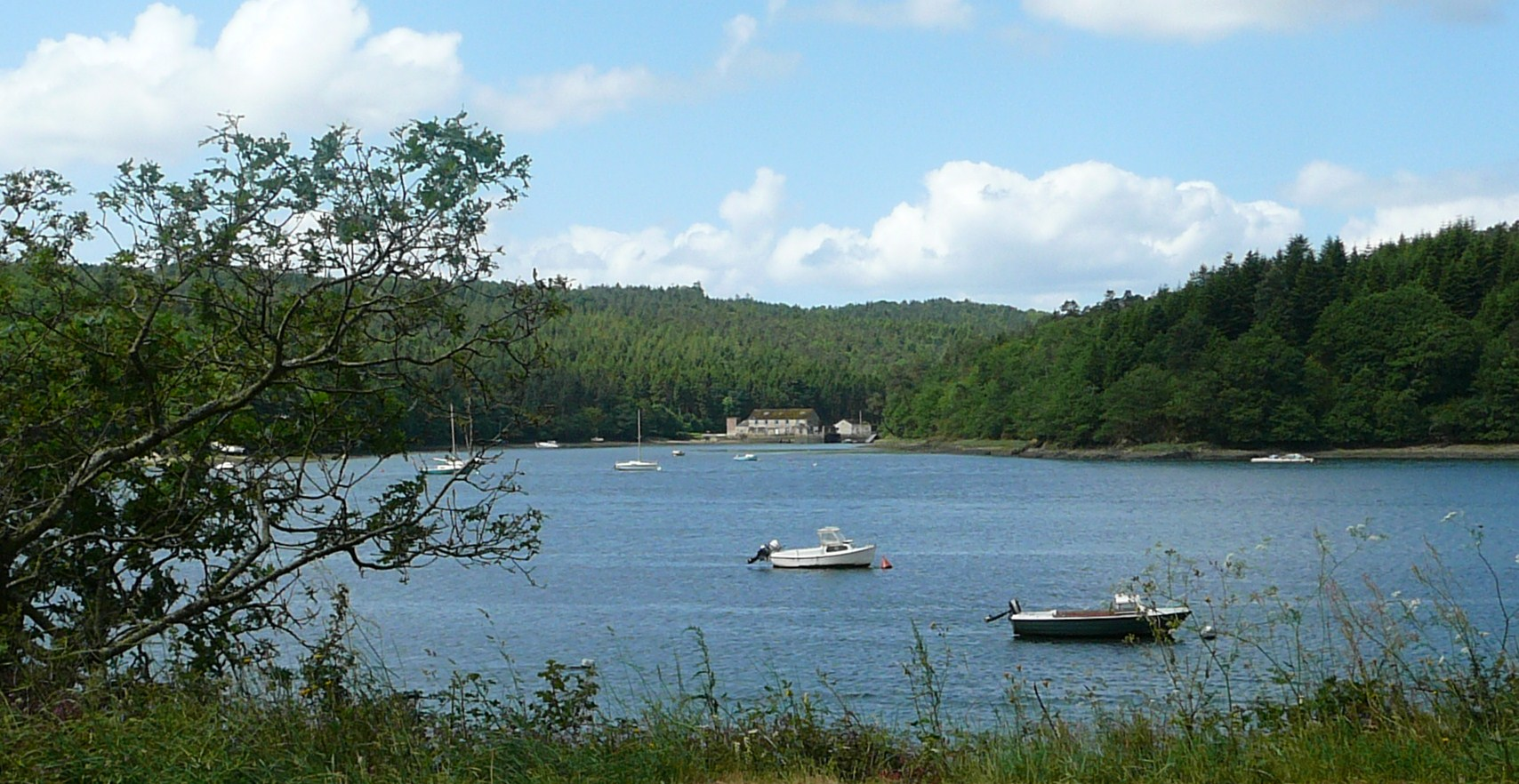
L'Aulne et un moulin à marée près de Landévennec.

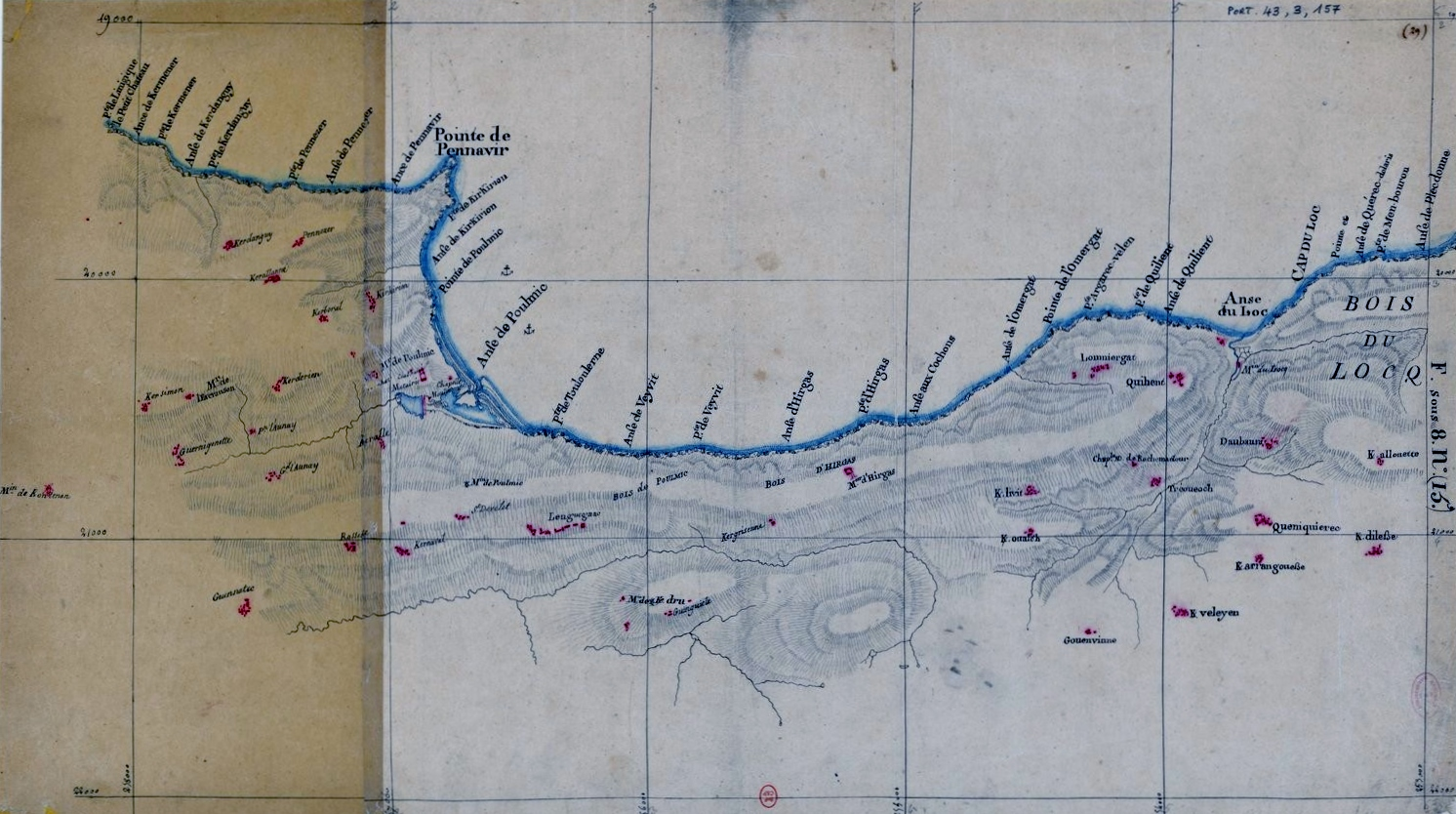
Carte du Bois du Loc'h et de l'Anse de Poulmic datant de la fin du XVIIIe siècle.

Avant 1782, il existait une liaison entre l'île de Tibidy et Landévennec. Un bateau était utilisé pour les bestiaux, et un canot pour les gens.
Les emplois ne manquaient pas. L'abbaye employait de nombreux domestiques. Les tâches étaient distribuées comme suit :
- un maître jardinier et un aide ;
- un cuisinier et un marmiton ;
- un palefrenier ;
- un postillon (il portait les lettres à la poste du Faou) ;
- un maréchal ferrant ;
- un chaudronnier (il venait de Quimper tous les trois mois) ;
- un garçon de salle ;
- un barbier ;
- un boulanger (il était aidé par d'autres domestiques) ;
- une blanchisseuse ;
- une porteuse d'eau ;
- des tailleurs, couturiers et aides servantes venaient certains jours.

Tous ces gens vivaient par le travail que leur fournissait le monastère. Ils s'y accommodaient dans de bonnes conditions et relations avec les moines.
Une autre source importante était la juridiction abbatiale et sa cour de justice. Elle s'étendait sur tout le territoire de la presqu'île de Crozon jusqu'à Plomodiern, et était représentée à la cour de Châteaulin par un procureur et un greffier.
Cette cour de justice comptait des membres par ordre de fonction :
- le sénéchal (officier féodal ou royal) ; il possédait le rang de chef de justice et veillait à son bon fonctionnement. Il était aidé dans sa tâche par le bailli (officier d'épée ou de robe), qui, en France, rendait la justice au nom du roi ou d'un seigneur ;
- le procureur général était chargé des recouvrements, taxes et impôts ;
- notaires, greffiers, sergents, officiers étaient chargés des significations à comparaître, de faire exécuter les arrêts rendus.

Cette cour de justice valut à Landévennec le titre de ville.
En 1679, les audiences se tenaient le mercredi à 15 h 00 aux horloges de la ville, dans la salle de l'auditoire, située dans la rue du presbytère. Le sénéchal et le bailli présidaient, venaient ensuite les prévosts (titre donné à différents magistrats d'ordre civil ou judiciaire sous l'Ancien Régime) qui représentaient les seigneurs de la presqu'île et étaient tenus d'y assister.
Les abbés avaient les pouvoirs seigneuriaux les plus étendus. Ressortissant comme cour d'appel du présidial de Quimper et disposant du droit de « haute justice » (du latin le jus Gladii du droit romain), l'abbé se considérait le seigneur haut justicier de Landévennec, Argol et Telgruc.
« La moyenne justice » avait le droit de condamner à la prison. « La basse justice », la plus répandue, que l'on peut comparer à des interventions de simple police. L'insigne de « haute justice » était les « fourches patibulaires » (appareil à pendre). Il était composé de quatre hauts piliers de pierre, couronnés par une traverse de bois. Les condamnés étaient attachés à cette dernière pour être étranglés. Les dépouilles restaient un certain nombre de jours exposées à la vue des passants. Cette potence se situait au village de Gorréguer non loin de l'abbaye. Il ne reste plus de vestiges de ce passage de la justice.
Landévennec ne conserve du passé que la jolie petite chapelle de Folgoat, témoin d'un passé des moines de l'abbaye.

### La chapelle de Folgoat
Située à 5 km environ du bourg, en direction de Moulin-Mer, elle se niche à l'orée d'un bois de hêtres. Selon la légende, cette chapelle aurait été construite entre 1358 et 1360, pour y recevoir le corps de Salaün, le fou du bois.
Il y a très longtemps vivait dans cette forêt un simple d'esprit. Les seuls mots qu'il connaissait étaient Ave Maria, les répétant à longueur de journée. Il dormait dans le creux d'un arbre, à proximité de la fontaine, et se rendait chaque jour à l'église du bourg et quémandait du pain aux habitants qui le lui donnaient de bon cœur. Puis il retournait à sa fontaine où il trempait son pain, en chantant Ave Maria.
Un jour de novembre de l'an 1358, on trouva Salaün sans vie. Il fut enterré près de sa fontaine sous l'arbre où il dormait. Quelques jours plus tard, un magnifique lys fleurit sur la tombe, et sur chaque pétale d'une blancheur éclatante on lisait Ave Maria inscrit en lettres d'or. De toutes parts on vint voir le miracle.
La chapelle était entourée d'un petit enclos. Au fil des siècles, les guerres et les troubles n'épargnèrent pas le monument. En 1593, les troupes royales qui saccagèrent l'abbaye firent de même pour cet édifice.
À l'état de ruines, ce fut l'abbé Tanguy qui la fit restaurer en 1645. Son blason figure sur le pignon. Au-dessus on peut lire : « Deo et Immaculatae Virginis Conceptioni » ce qui signifie que la chapelle est dédiée à Dieu et à l'Immaculée Conception de la Vierge.
En 1695, les moines cèdent la chapelle à la paroisse de Landévennec. Selon d'anciens documents, l'office avait lieu les dimanches et jours de fêtes.
Lors de la Révolution, la chapelle est reconnue d'utilité publique par la municipalité de 1792, considérant que les trois paroisses de Landévennec, Argol et Trégarvan pouvaient profiter des messes.
Puis l'édifice est oublié et délaissé. Seuls les prêtres assistés des fidèles l'entretiennent avec les faibles moyens dont ils disposent. Ce n'est que grâce à l'intervention du recteur de Landévennec, Pierre Brenéol, que la petite chapelle est restaurée en 1961. Le culte est remis, le pardon fixé le jour de l'Ascension. Avec le concours du maire de l'époque Jean Le Bot et des conseillers, le recteur eut la possibilité d'entreprendre des travaux : réfection de la toiture, remplacement de l'autel et dallage du sol, à l'origine en terre battue.

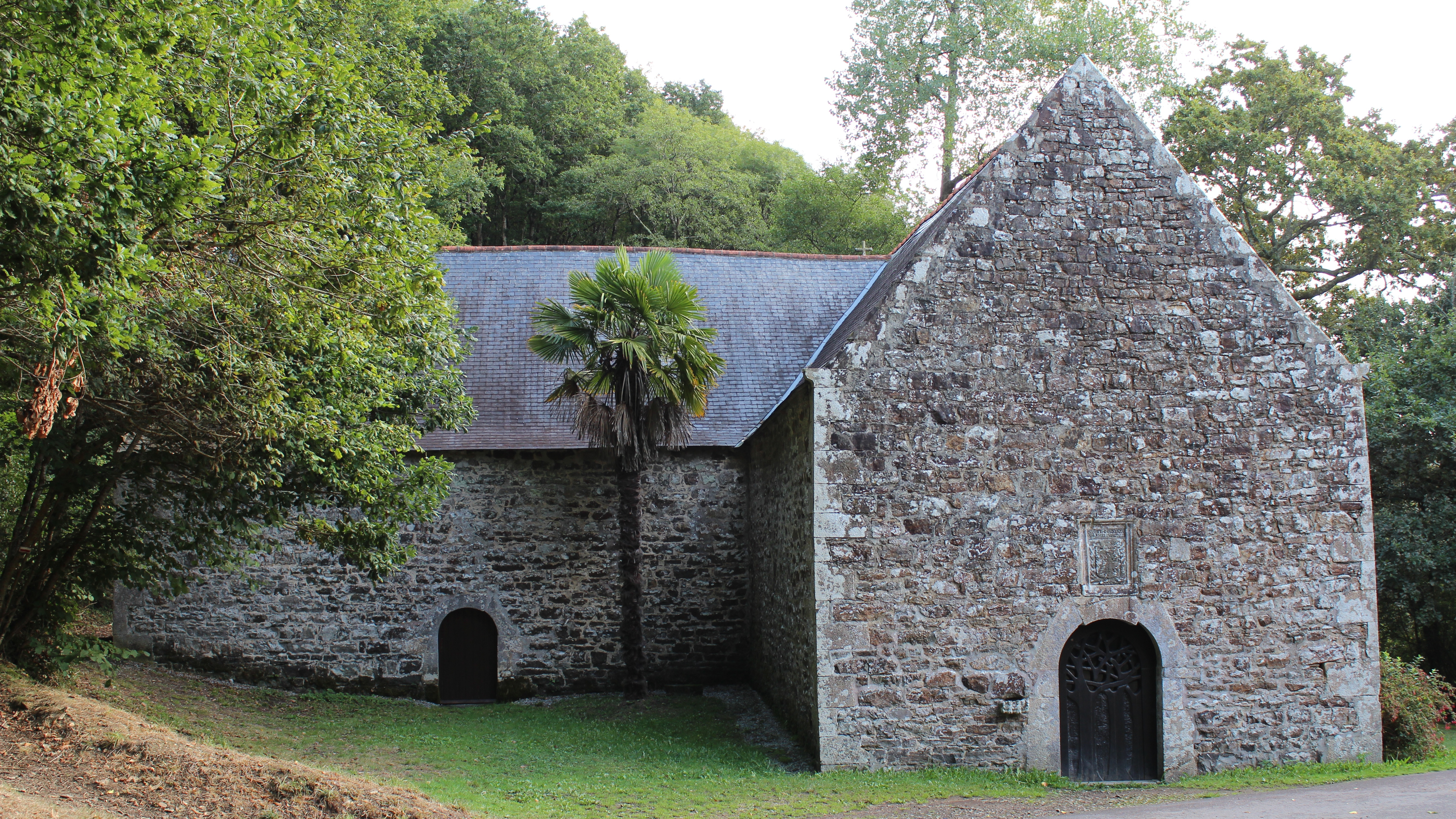
Chapelle Notre-Dame du Folgoat, vue d'ensemble.
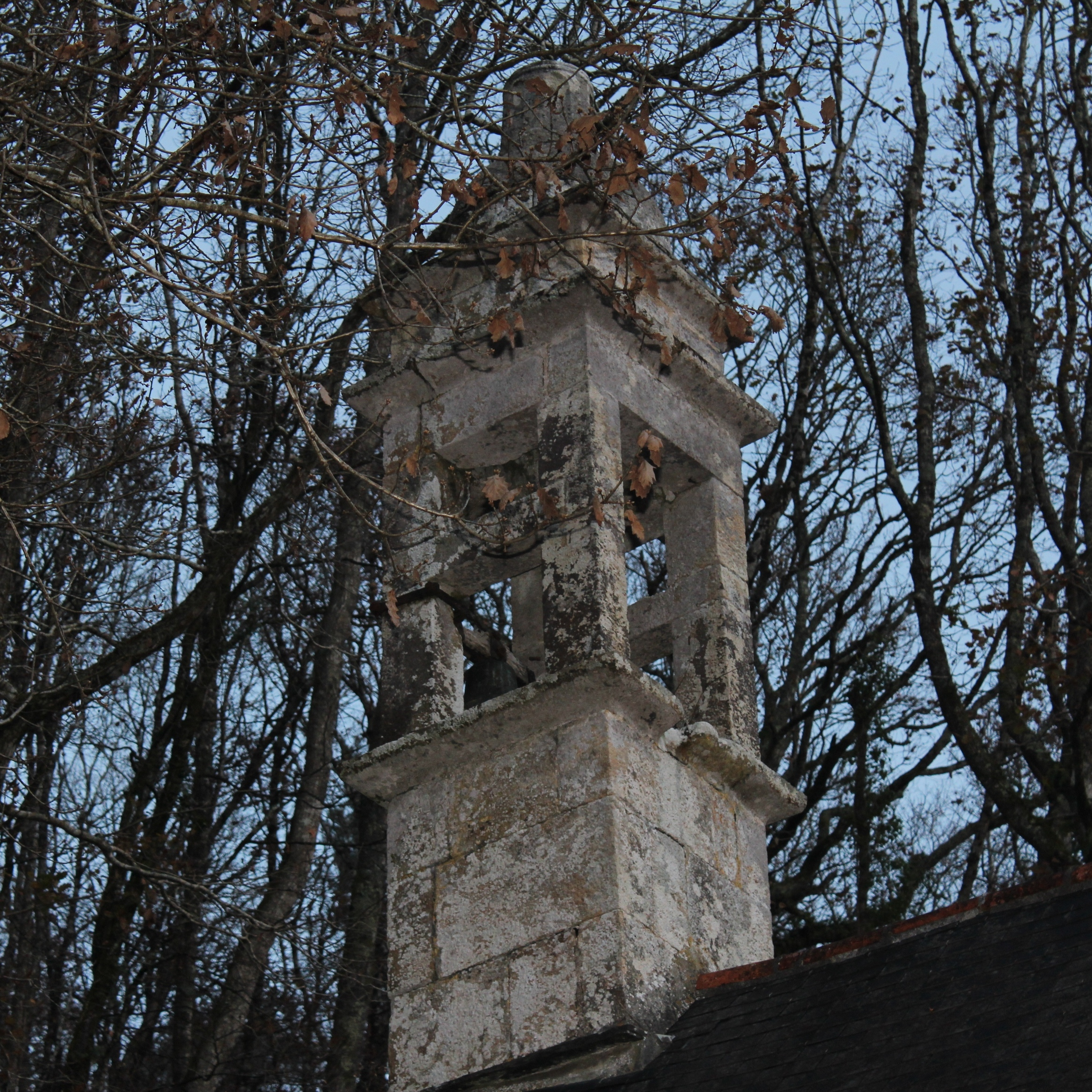
Chapelle Notre-Dame du Folgoat, clocher.
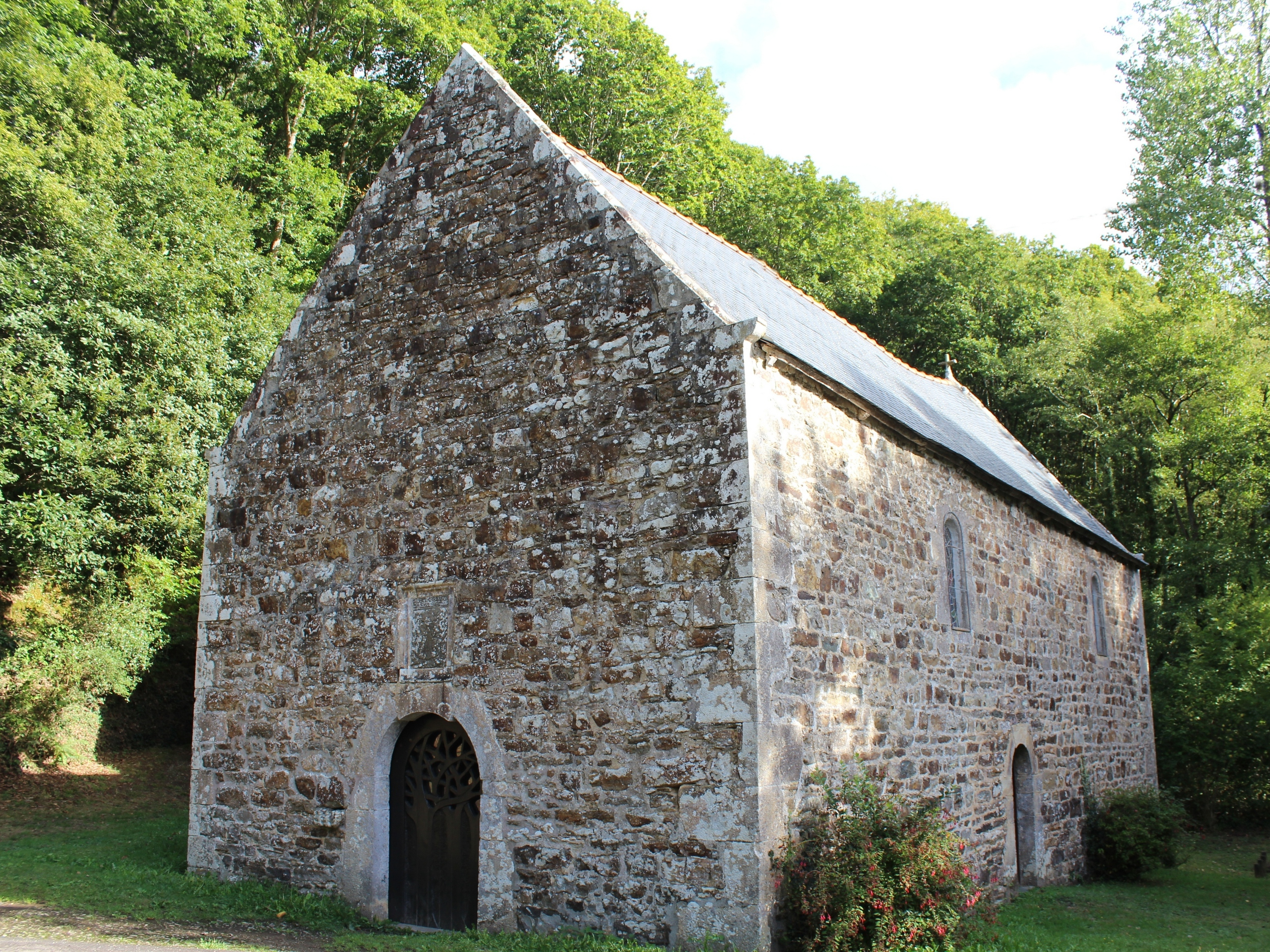
Chapelle Notre-Dame du Folgoat, façade sud.
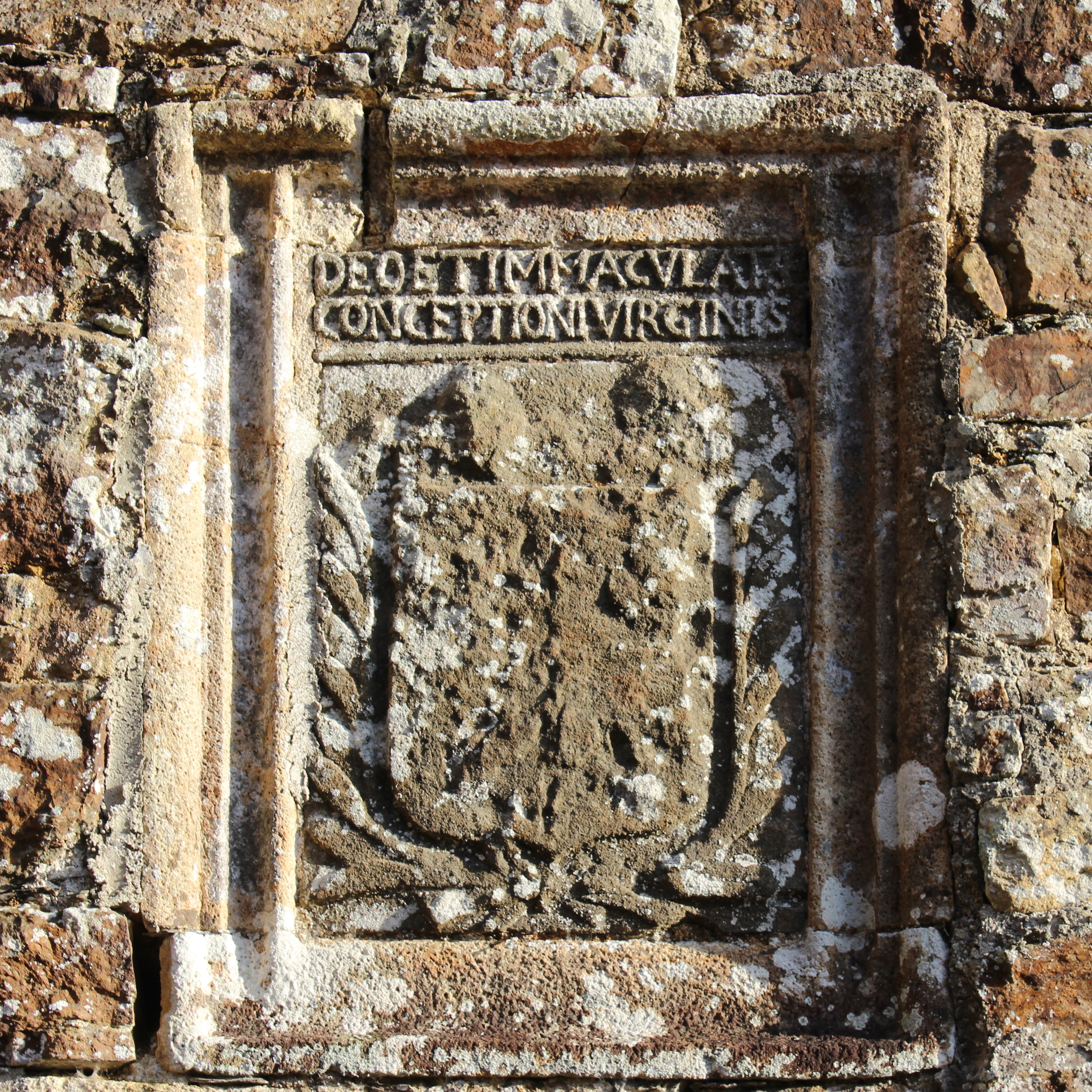
Chapelle Notre-Dame du Folgoat, blason.
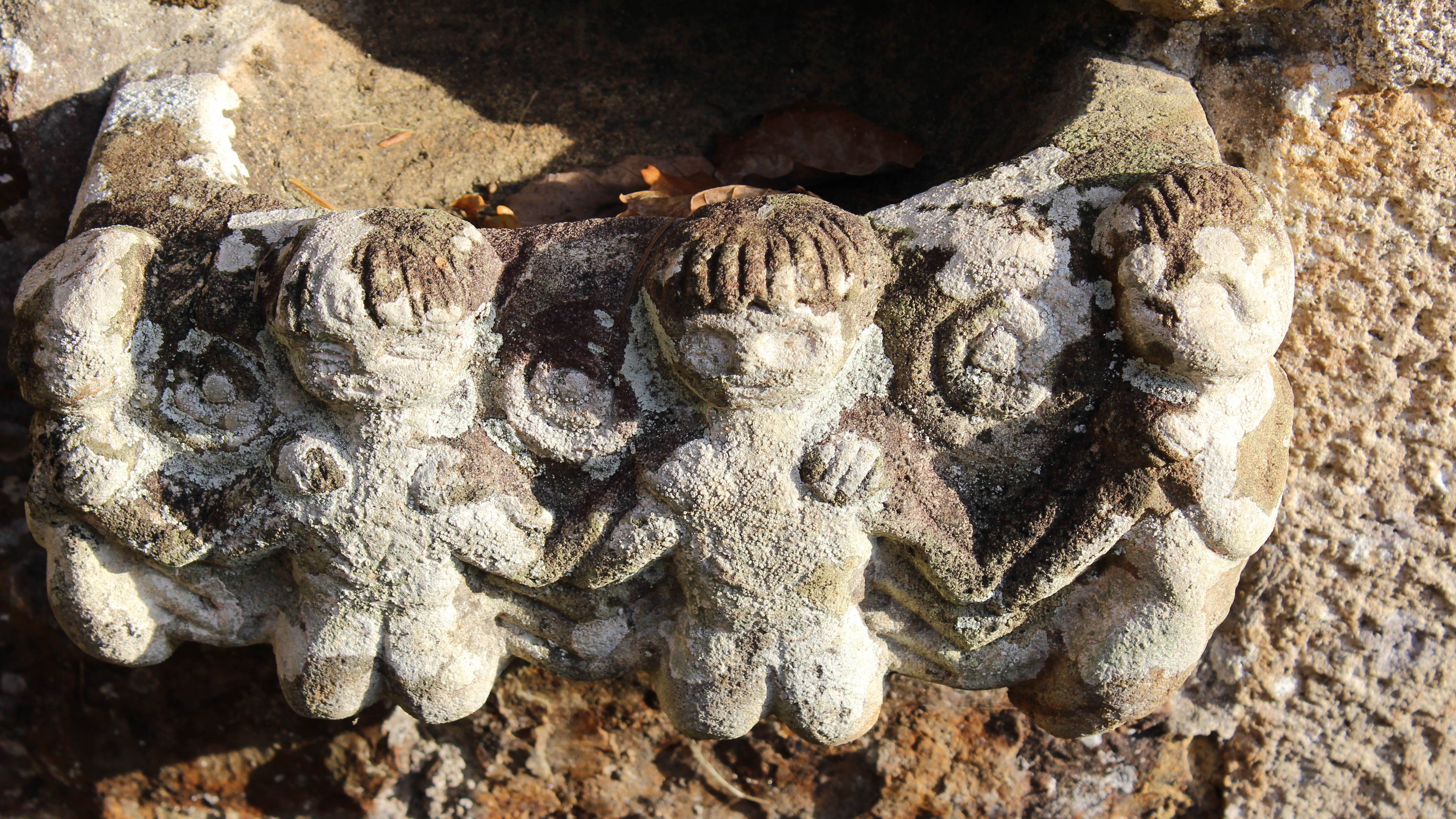
Chapelle Notre-Dame du Folgoat, bénitier.

### LaMarineà Landévennec

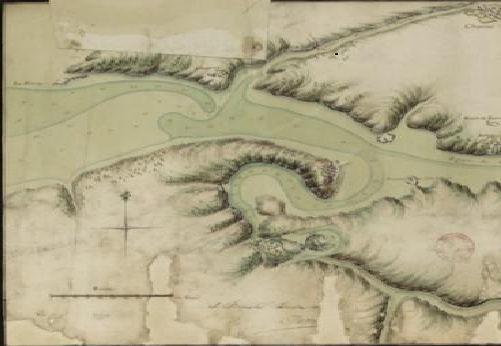
Carte de l'embouchure de l'Aulne et de la presqu'île de Landévennec par Choquet de Lindu, datant de 1779

#### La naissance et l'essor du port de réserve
Depuis le XVIIe siècle, Landévennec a été convoitée par la Marine : l'espace manquant à Brest dans la Penfeld, on commence alors à parquer des navires dans l'anse de Penforn, à hauteur de Térénez pendant l'hivernage ou les périodes de paix, l'encaissement de la vallée formant un abri naturel.
Au cours de sa visite du 9 octobre 1666, le duc de Beaufort (François de Bourbon 1616-1669), petit-fils d'Henri IV et de Gabrielle d'Estrées, accompagné de Duquesne, - officier de la Marine sous Louis XIV, nommé commandant et subdélégué de l'intendant de 1665 à 1672 - désignait l'anse de Penforn « comme un bassin capable de contenir à flot toute la flotte de sa Majesté ». Dans son esprit, le port de Brest devenait secondaire.
En 1683, Vauban reprit l'idée et y projeta une sorte de refuge. « Excellent port, supérieur à Brest, les navires pouvant tenir à flot sur deux lieues ». Mais les manœuvres, rendues difficiles par les vents contraires, lui firent choisir plutôt la rivière de Landerneau.
L'anse de Landévennec abrita, semble-t-il, l'escadre de quarante-deux navires du roi commandée par l'amiral de Châteaurenault.
En 1697, M. de Pontchartrain, ministre sous Louis XIV, prescrit à Desclouzeaux, intendant de la Marine, de construire douze vaisseaux, afin de dégager le port de Brest.
La présence maritime devenait effective. Louis-Joseph de Beaussier de l'Isle (Toulon 1701-Brest 1765) montre la possibilité d'établir une réserve de vaisseaux à Landévennec. Mais les manœuvres étaient rendues relativement difficiles par les pêcheries de l'abbaye et les moulins à marée. Si bien que le projet de création d'une réserve de vaisseaux dans l'anse de Penforn a été abandonné. Ce fut le comte Aymar Joseph de Roquefeuil et du Bousquet qui prit cette décision en 1764. Il connaissait parfaitement l'arsenal et son port, pour avoir été commandant intérimaire à partir du 10 septembre 1761, puis titularisé à partir du 1er janvier 1763 et promu lieutenant général le 3 août 1766. Il joua l'un des plus importants rôles actifs dans le redressement de la Marine à Brest.
En 1759, une ordonnance de Louis XV ordonne à la paroisse de Landévennec de fournir 11 hommes et de payer 72 livres pour « la dépense annuelle de la garde-côte de Bretagne ».
Sous Louis XVI, en 1775, jusqu'en 1785, les projets de création d'un port annexe, pour désengorger Brest, se multiplient. Le vice-amiral M. Thévennard, nommé chef d'escadre par Louis XVI en 1785, désapprouve ce projet. Il s'appuie sur la difficulté des manœuvres de navigation entre Brest et Landévennec. Il propose néanmoins le projet établi par Vauban, à savoir la construction d'une enceinte fortifiée sur les hauteurs environnantes. Cette dernière permettrait de surveiller la baie de Douarnenez et contrer d'éventuels débarquements ennemis. Mais le coût élevé de cette opération ne permet pas d'y donner suite.
Compte tenu du trafic important du port de Brest, la "Royale" souhaitait la création d'un port de réserve. Ces projets n'aboutirent pas. Seule la période de 1870 à 1935 marquera la présence de la Marine. Plusieurs navires y mouillent par exemple, dans l'attente de traverser l'océan Atlantique, pendant la Guerre d'indépendance américaine.
Des projets en études, la seule idée retenue et créée sera, en 1856, la construction de la réserve ou base maritime, officialisée par la venue de l'empereur Napoléon III en 1858, à bord du yacht impérial La Reine Hortense. Désormais la vie du bourg est liée à l'activité de la « Royale » et ce, durant une cinquantaine d'années.

« Les marins stationnés à Landévennec ont une vie plutôt oisive. Certains peuvent faire venir et loger leurs épouses dans le bourg, voire sur les navires. Le commerce bénéficie aussi de la réserve, avec la présence de seize bars et salles de danse où l'ambiance est à son comble en fin de semaine, lorsque les marins bénéficient de permissions. »

#### Différents bateaux concernant Landévennec
Quatre bâtiments se détachent de la réserve pour servir de pontons aux déportés de la commune. Ils viennent en renfort aux onze bâtiments ancrés au large de Quélern (Roscanvel) : 
- Le Breslaw, vaisseau de 74, a participé à la prise d'Alger ;
- Le Fontenoy, vaisseau de hauts bords, déclassé et affecté au transport des forçats en Nouvelle-Calédonie, puis définitivement désarmé à Brest en 1885 ;
- La Ville de Lyon, désarmé en 1870 ;
- Le Duguay-Trouin, navire ayant participé à la bataille de Trafalgar.

D'autres bâtiments tout aussi célèbres viendront finir leur vie à Landévennec.

#### Le déclin de la réserve auXXesiècle
Pendant la Première Guerre mondiale la réserve disparaît presque, tous les bateaux étant mobilisés. Le déclin se poursuit pendant l'Entre-deux-guerres ; des navires républicains espagnols y trouvent refuge en 1936.
Depuis la Seconde Guerre mondiale, la réserve s'est éteinte lentement. Il reste les bateaux de guerre, de pêche, dans l'attente de destruction. D'autres servent de cible pour la Marine.

### Les liaisons avec Brest à travers la rade
De cette activité, Landévennec devient au XVIIe siècle la plaque tournante des voies de communications de la presqu'île de Crozon. L'activité du bourg est marquée par le cabotage et la construction de bateaux.
Une autre animation importante également est celle des passages vers les marchés du Faou par Landévennec.
En 1639, il y a trois bacs qui desservent l'anse de Penforn, Pors-Coz et le Cosquer. À la fin du XVIIIe siècle, les relations extérieures diminuent, les bacs ne sont plus entretenus. En 1777, le passage de l'île Tibidy vers Daoulas n'est plus assuré. En 1780, c'est au tour du bac de l'anse de Penforn, puis celui du Pors-Coz. À compter de cette période, des liaisons irrégulières sont assurées par gabares locales.
Les habitants de Landévennec sont mécontents et demandent que les différents passages soient rétablis. Devant les difficultés croissantes des communications maritimes, le service de la rade se crée. Celui-ci est assuré par le Brestois, vapeur à roues, lancé en 1841, qui fait la liaison Brest-Port-Launay-Lanvéoc-Landévennec-Dinéault, à raison de trois jours par semaine. Les départs de Brest sont fixés aux lundis, mercredis, vendredis et retour les lendemains.
Des promenades sont organisées le dimanche à la grande satisfaction des Brestois. Mais les proportions du navire ont mal été étudiées : tirant d'eau trop important ne permettant pas l'accostage. Les passagers attendent le passage en barques, celles-ci assurant également le transfert des marchandises. Trop fin de ligne, il fonctionnait avec la marée et ne pouvait assurer la correspondance régulière avec les diligences.
La relève est assurée par le Parisien en 1842, vapeur métallique à roue. Acheté d'occasion et n'ayant navigué que sur la Seine, le bateau arrive à Brest en très mauvais état et demandera de grosses réparations. Un an plus tard, à la suite d'une manœuvre malencontreuse, il sombre à l'embouchure de Pont-de-Buis. Devant ce désastre, la société des vapeurs brestois remet en fonction le Brestois en 1843 pour deux ans. Le service régulier de la rade est ensuite abandonné.
En 1852, un nouveau plan de vapeur est projeté, mais il reste sans suite. Ce n'est qu'en 1855 que l'Éclair est mis en service. En 1859, il est abandonné car la ligne n'est pas rentable. Le transport maritime de passagers à travers la Rade de Brest se développe toutefois, car, à la belle saison, il permettait d'éviter de longs déplacements sur des routes souvent de mauvaise qualité. Le 24 avril 1841 la compagnie Bouët inaugure un service régulier de passagers reliant Brest à Port-Launay avec escales à Lanvéoc, Landévennec et Dinéault. Pendant le Second Empire plusieurs compagnies concurrentes desservent depuis Brest les différents ports de la presqu'île de Crozon. En 1894 est fondée la "Société anonyme des Vapeurs Brestois" qui organise des sorties dominicales vers Le Fret, Roscanvel, Camaret, etc..
En 1862-1863, un projet de vapeur adapté à la navigation côtière est présenté. Afin de faciliter les accostages, la municipalité de Landévennec construit une cale de 43 mètres en 1868 au port Maria. En 1878, cette dernière sera prolongée de 42 mètres. Mais la coulée de galets et l'envasement progressif au fil des années la rendront insuffisante malgré les aménagements successifs.
La concurrence du chemin de fer commence à se faire sentir. Mais les gares de Quimerc'h et Daoulas sont éloignées et les passages ne sont pas assurés à des heures régulières. Celui de Térenez n'offre aucun abri aux voyageurs qui attendent parfois des heures, exposés au vent et à la pluie.
En 1883, le service régulier des vapeurs, malgré son prix élevé (1 franc pour Brest), assure davantage de sécurité et moins de fatigue. Le début du XXe siècle voit successivement le Rapide, le Hoche et le Saint-Michel.

### Landévennec à l'époque moderne
Entre 1689 et 1788 environ un millier d'enfants, la plupart d'origine brestoise, furent placés en nourrice à Landévennec ; cette pratique persista tout au long du XIXe siècle.
En décembre 1768 tous les paroissiens de Landévennec furent convoqués trois jours pour un décrochement de terres jugé indispensable « pour procurer les moyens de subsister dans ces temps de calamité aux personnes qui sont dans le besoin ».

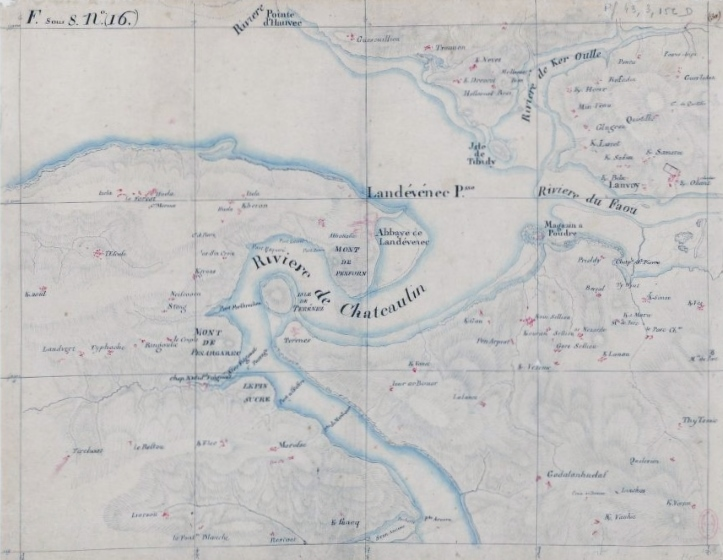
Carte de la région de Landévennec datant de la fin du XVIIIe siècle

Jean-Baptiste Ogée décrit ainsi Landévennec en 1778 :

« Landévenec, paroisse et abbaye de l'Ordre de Saint-Benoît, au bord de la Rade de Brest, à l'embouchure de la rivière d'Aulne,  à 7 lieues et demie au nord-nord-ouest de Quimper, son évêché ; à 14 lieues et demie de Rennes et à 1 lieue un tiers du Faou, sa subdélégation. On y compte 600 communiants : la cure est présentée par l'abbé de Landévennec. La haute justice de l'abbatiale ressortit, de même que la paroisse, à Châteaulin. Son territoire, pays de montagnes, renferme quelques terres en labeur et beaucoup de terres stériles. »

Dans l'"État des terres qui avoisinent Landévennec", daté du 20 juin 1788, on indique que la plupart des terres sont des domaines congéables, ce qui n'incite pas les paysans à mettre en valeur leur exploitation. De nombreuses terres n'étaient cultivées que par intermittence par la technique de l'écobuage.

### Révolution française
Par la loi du 12 août 1792 est créée la commune d' « Argol, qui conservera son ancien territoire, et Trégarvan sa trève, auquel Landévennec est réunie comme succursale ».

### LeXIXesiècle
Landévennec n'eut pas de desservant entre 1806, date du décès de Pierre Louboutin, son prêtre précédent, et 1816.

#### Description de Landévennec en 1843
A. Marteville et P. Varin, continuateurs d'Ogée, décrivent ainsi Landévennec en 1843 :

« Landévennec (sous l'invocation de Notre-Dame et de saint Guénolé), commune formée par l'ancienne paroisse et abbaye de ce nom, aujourd'hui succursale. (...) Principaux villages : la Forêt, Kerberon, Lanver, Daoubers, Kervélégen. Objets remarquables : le port, le sillon des Anglais, la forêt du Loc [Loc'h], la forêt des Moines, la forêt et la chapelle du Folgoat (on y officie deux fois par an, à l'époque des pardons). Superficie totale : 1 379 ha, dont (...) terres labourables 322 ha, prés et pâtures 22 ha, bois 10 ha, vergers et jardins 9 ha, landes et incultes 675 ha [ce chiffre comprend les forêts], (...). Moulins : 3 (du Typage, à vent ; du Loc, en mer, à eau). (...) Le bourg de Landévennec, établi avec son petit port sur la rivière de Châteaulin, a une église qui date de la fin du XVIe siècle, mais qui n'a rien de remarquable. À l'exception des bois-taillis que nous avons indiqués ci-dessus, le bois est presque rare dans cette commune, et les arbres fruitiers y viennent avec peine : il faut en excepter le figuier qui prospère dans ce pays. L'agriculture tire de grandes ressources de l'emploi du goémon ; malheureusement il n'y a qu'une espèce qui soit recherchée, c'est celle qu'on appelle goémon foliacé, et dont les pousses ont 30 à 35 centimètres de longueur. On en récolte par saison de 200 à 300 mètres cubes, ou charretées ; et, si l'on avait pas contre tous les autres goémons un ridicule préjugé, l'on en pourrait récolter plus de 2 000 mètres [cubes]. (...) Un autre préjugé non moins déplorable est celui qui s'oppose à l'emploi du maërl comme amendement ; le maërl, disent les cultivateurs, infeste les champs de chardons ! Le résultat de ces routines est que les champs, au lieu de rendre de huit à dix de froment pour un de semence, ne rendent pas plus de six. Les sécheresses fréquentes, occasionnées par la situation de ce territoire, rendent presque nulles la plupart du temps les cultures d'orge, et surtout celles de blé noir. (...) Les cultivateurs élèvent peu de bestiaux, encore les espèces sont-elles mauvaises et faibles. Chaque fermier n'a que deux ou trois moutons ; aussi, loin de chercher à vendre de la laine, les paysans de Landévennec sont-ils forcés d'en acheter. L'on comprend, d'après ce qui précède, comment il se fait que des terres de trente à quarante hectares ne valent pas plus de 300 francs de location ; encore n'en est-il pas deux de cette étendue dans toute la commune, la généralité des fermes n'excédant pas huit à dix hectares. Deux mauvais moulins à eau, deux mauvais moulins à blé, et une briqueterie située de manière avantageuse, car les argiles abondent dans cette commune, composent, avec un faible cabotage, l'industrie de ce pays, qui cependant  a tout ce qu'il faut pour prospérer sous plus d'un rapport. (...). Géologie : quelques amas calcaires à l'entrée de la rivière de Châteaulin ; argiles (...). On parle le breton. »

#### Une scène de chasse en 1853
Une scène de chasse au sanglier et aux loups qui se déroula en septembre 1853 dans les bois de Landévennec et du Poulmic est décrite dans le Journal des débats politiques et littéraires.

#### La création du cimetière de bateaux en 1856
En 1856, une station navale est créée dans un des méandres de l'Aulne, que Napoléon III visita en 1858, lors de son voyage en Bretagne. Cette station accueillit des bateaux en réserve dont les équipages animèrent le bourg de Landévennec. Depuis, le site accueille de nombreux bateaux désarmés de la marine nationale en attente de démantèlement sur place ou de cible en haute mer durant des exercices de tirs.

#### L'école de hameau de Kerdilès
Fin XIXe la construction de 67 écoles de hameaux a été autorisée dans le Finistère par deux décrets :
- Le décret du 25 octobre 1881 qui a délégué une subvention pour 18 écoles de hameaux sur l'arrondissement de Quimperlé ; toutes ont été bâties.
- Le décret du 14 mars 1882 qui a délégué une subvention pour 50 écoles de hameaux sur les quatre autres arrondissements du département (Brest, Châteaulin, Morlaix, Quimper) à choisir dans les communes « dont le territoire est le plus étendu et les ressources les plus restreintes » ; 49 ont été bâties dont 1 à Landévennec (Kerdilès)[35].

#### Landévennec vers la fin duXIXesiècle
Le 6 décembre 1894 Dagorn, curé de Landévennec, qui se trouvait alors à Argol en compagnie du vicaire de cette paroisse, fut l'objet d'une tentative d'assassinat de la part d'un ivrogne du lieu qui tira sur lui plusieurs balles, mais il survécut à ses blessures.
Benjamin Girard décrit ainsi Landévennec en 1889 : 

« Cette commune se trouve renfermée dans l'angle que forme l'Aulne à son embouchure dans la rade de Brest. Le bourg, qui a 293 habitants, est placé dans une situation très pittoresque, sur un petit promontoire, au bord même de la rade, et dominé par des collines de bois épais. (...) Les bois du Loch et du Folgoat, situés sur le territoire de Landévennec, appartiennent à l'État. La Marine a une partie de ses bâtiments de réserve sur l'Aulne, à Landévennec. Le port de Landévennec ne se compose que d'une simple cale, de 78 m de longueur sur 5 m de largeur et 12 % d'inclinaison, située sur la grève dite de Port-Maria (...). L'accès en est facile et les bateaux, qui y trouvent un bon échouage, y sont toujours en sûreté, même par les vents d'ouest, les seuls donnant lieu à quelque agitation sur ce point. Cette cale dessert les relations des communes de Landévennec et d'Argol. Le mouvement de navigation y est sans importance. »

### LeXXesiècle

#### Description de Landévennec en 1903

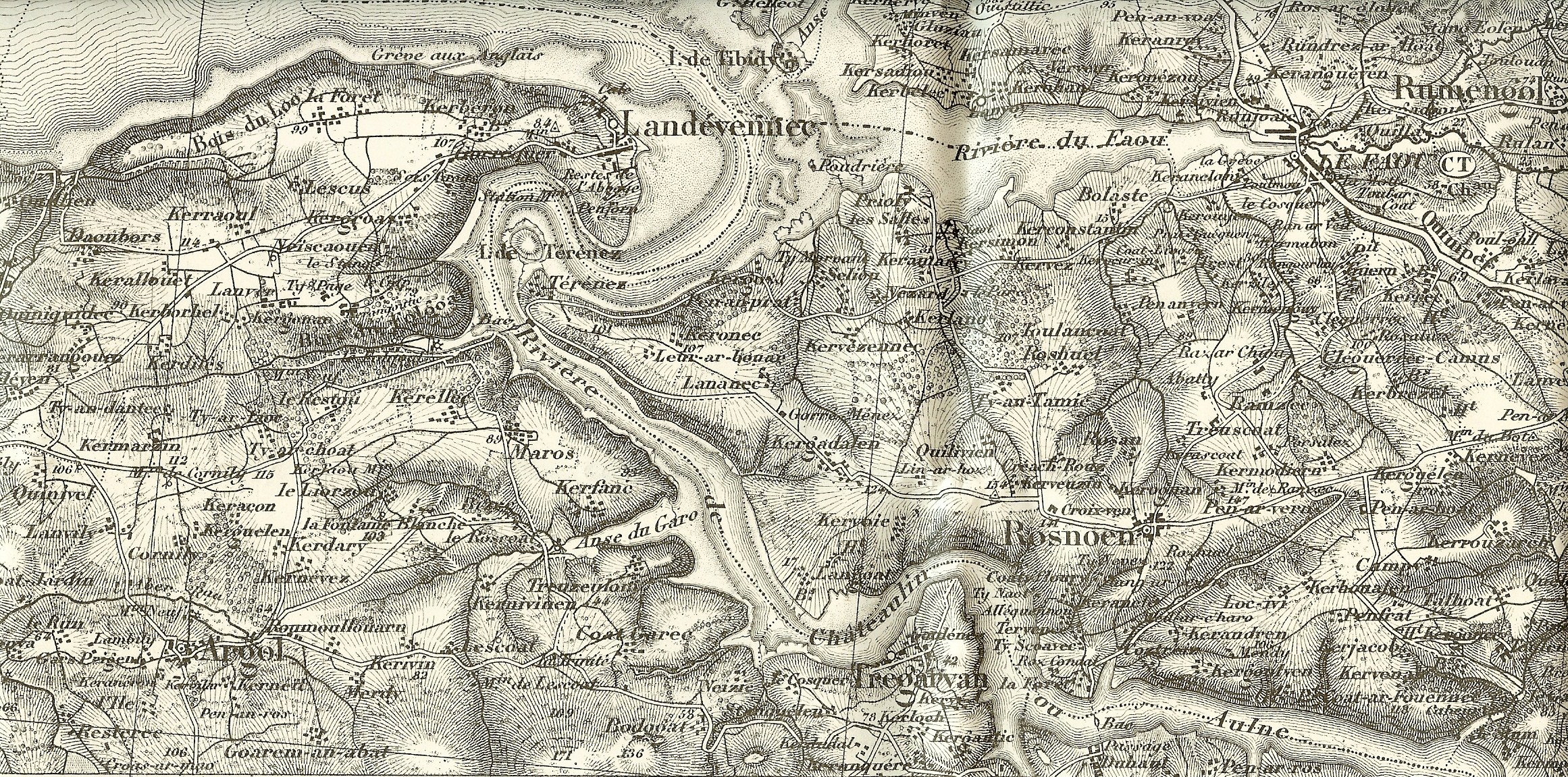
Carte d'état-major de la région de Landévennec.

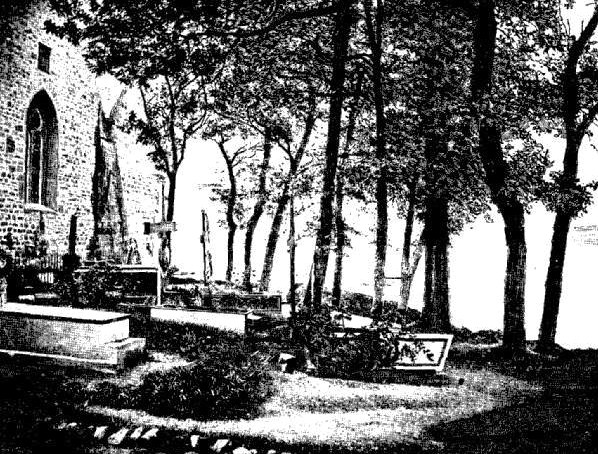
L'église Notre-Dame-de-Landévennec (XVIIe siècle) et son cimetière marin face à la mer (1903).

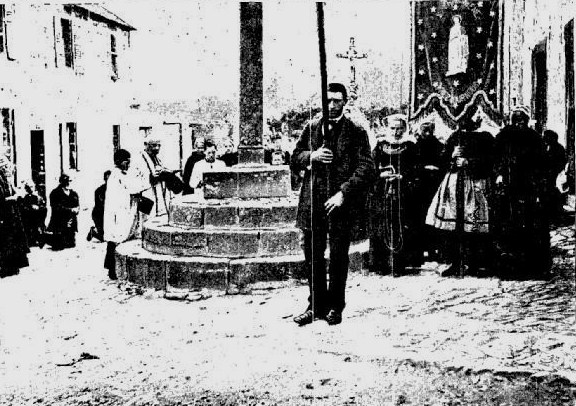
Procession à Landévennec en 1903.

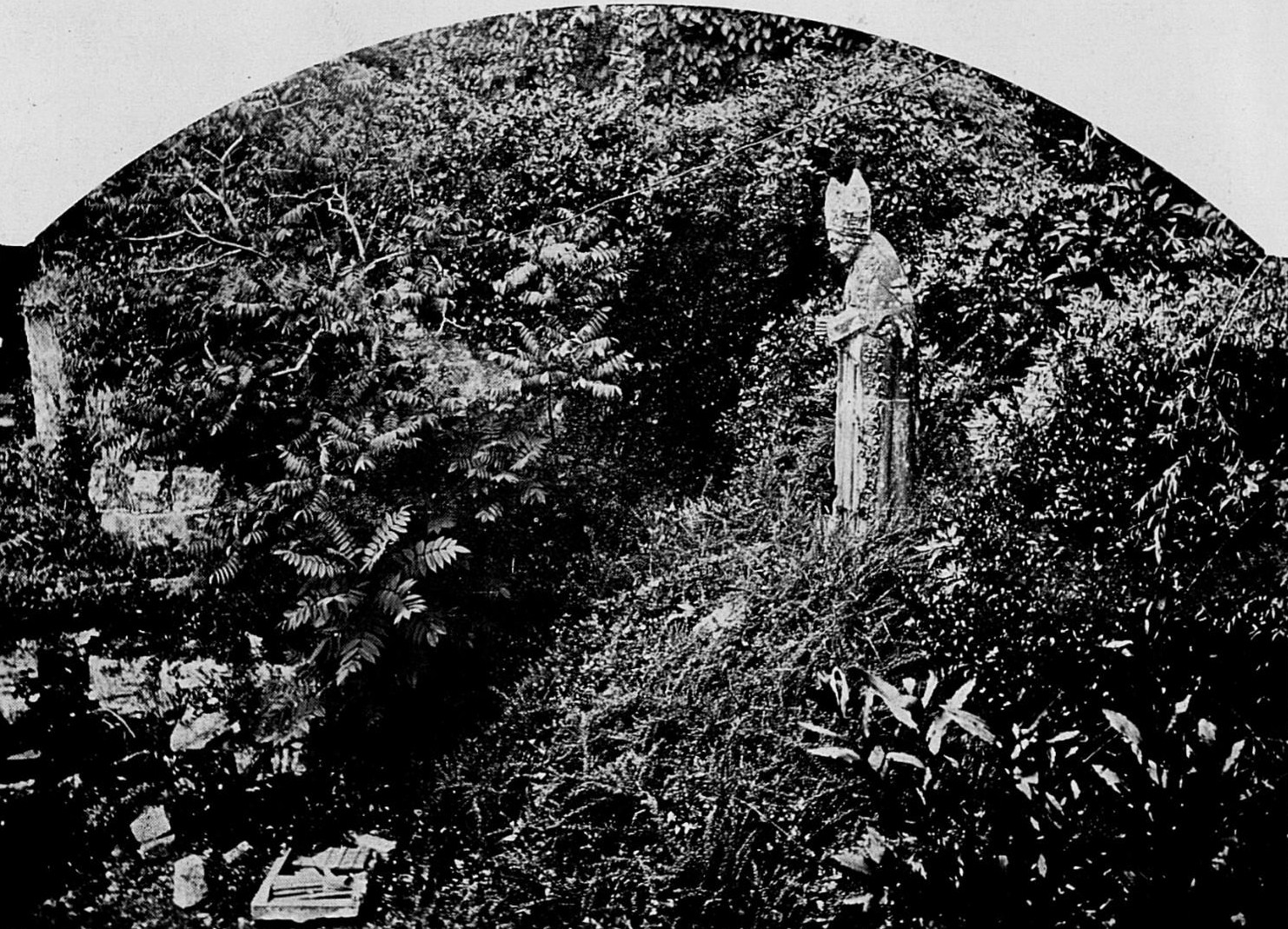
Statue de saint Guénolé dans les ruines de l'ancienne abbaye de Landévennec, photographiée par Paul Gruyer vers 1903

Gustave Geffroy a décrit Landévennec en 1903 :

« Je quitte la presqu'île de Crozon par la route qui conduit à la rivière de Châteaulin et à Landévennec. Le joli bourg ! Baigné par l'Aulne et la Rivière du Faou. La verdure a reparu. C'est le bois du Folgoët, en mémoire de Salaün ar Fol (...). En face c'est l'île de Térénez, et les ruines de l'abbaye au-dessus de l'anse de Penforn où se dresse la "Pierre du Moine" en robe et en capuchon. La légende voit en cette pierre le corps pétrifié d'un religieux condamné pour mœurs dissolues à demeurer là jusqu'au jugement dernier. En face, au-dessus des méandres des rivières, la fin des montagnes Noires, et le commencement des montagnes d'Arrée, les bosses du Méné-Hom et les arêtes rocheuses de Brasparts et de La Feuillée, au-dessus des collines verdoyantes d'où émergent les clochers des églises et des chapelles et les toits des châteaux. Les magnifiques paysages abondent. C'en est un, et des plus beaux, que celui-là, aperçu au cimetière, derrière le chevet de l'église, toute une vue de côte et de mer à travers les grands arbres qui abritaient les tombes. C'en est un autre que le "Sillon des Anglais", des landes, des bois, qui descendent vers la mer, une découpure allongée et élégante de terre, une vision nette et résumée comme celle des estampes japonaises. C'en est un autre que celui de Térénez, station navale, baie encadrée de verdure, eau tranquille où surgit quelque navire au repos. L'abbaye de Landévennec se date du Ve siècle avec saint Guénolé pour fondateur et le roi Gradlon, au VIe siècle, comme hôte funèbre. Il ne reste que pierre ruinées de l'ancienne bâtisse, sauf un portail romain. »

Plus loin dans le même texte, Gustave Geffroy poursuit :

« Au seuil d'une porte, une aïeule file, une jeune femme tricote, toutes deux assises sur une marche ; derrière elles, un marin à figure sérieuse fume sa pipe. Des enfants regardent des merveilles à un sou dans une vitrine. La couturière penche sa tête à la vitre, tout en tirant son fil. La marchande de poisson disserte doucement avec la bouchère. Une procession passe où des hommes, des femmes, portent des bannières. Tout le monde s'arrête au pied d'un calvaire. Un vieux curé chante, les enfants de chœur répondent, des gens s'agenouillent sur le pavé, d'autres regardent tranquillement. Il n'est guère d'autre spectacle à Landévennec. »

En 1910, le bateau à vapeur allant de Brest à Châteaulin faisait escale à Landévennec trois fois par semaine.

#### La Première Guerre mondiale
Le monument aux morts de Landévennec porte les noms de 41 soldats et marins morts pour la France pendant la Première Guerre mondiale ; parmi eux 7 au moins sont des marins disparus en mer ; deux au moins sont morts sur le front belge (Albert Saget lors des combats de Maissin dès le 22 août 1914 et Jean Daniel à Nieuport le 9 mai 1915) ; François Goavec est mort le 31 janvier 1918 à Constantinople (Turquie) dans le cadre de l'expédition des Dardanelles ; Léon Manain est mort le 19 septembre 1918 à Sidi-Abdallah (Tunisie) ; la plupart des autres sont décédés sur le sol français.

#### L'Entre-deux-guerres
La construction du premier pont de Térénez vers 1927 met fin au règne de la navigation pour desservir la commune en assurant une liaison directe avec la presqu'île.

#### La Seconde Guerre mondiale
Le paquebot Pasteur a séjourné à deux reprises au cimetière de bateaux de Landévennec, d'abord entre l'automne 1939 et février 1940, et une seconde fois en 1967. Sa présence, la première fois principalement, laissa de nombreux souvenirs aux habitants, qui vint participer à des fêtes à bord, organisées par le commandant Marc Pétiot, afin de distraire l'équipage d'environ 200 marins.
Le monument aux morts de Landévennec porte les noms de 18 personnes mortes pour la France pendant la Seconde Guerre mondiale ; parmi eux, Xavier Grall est mort lors de la bataille de Mers el-Kébir alors qu'il se trouvait à bord du cuirassé Dunkerque.

#### L'après Seconde Guerre mondiale
Un soldat originaire de Landévennec (Jean Guermeur) est mort pour la France pendant la Guerre d'Algérie.

### LeXXIesiècle

#### Les conséquences de la tempête Ciaran
Selon Marie Dubois, directrice de l'Office national des forêts en Bretagne, à la suite de la Tempête Ciarán de 2023, « 90 % de la forêt domaniale de Landévennec est par terre »

### Description de Landévennec aujourd'hui
Deux petits hôtels accueillent les voyageurs. En quittant le bateau, on emprunte le chemin qui passe devant l'église. À l'extrémité de la rue qui traverse le bourg, on trouve une croix de pierre et un peu au-delà l'entrée de l'ancienne abbaye. Celle-ci a été fondée au Ve siècle par saint Guénolé et détruite sous la Révolution. Il reste la chapelle ruinée, le portail roman, des fûts de colonnes, le pourtour du chœur et trois chapelles rayonnantes dont l'une servait à l'inhumation des abbés.
À l'abside, se trouve le tombeau du saint fondateur ainsi qu'une petite source, qui fut elle-même une des raisons qui incita le saint à se fixer en ce lieu. La crypte funéraire du roi Gradlon n'est plus qu'un trou béant. Au centre de l'abside, au milieu d'une végétation abondante, la statue de saint Corentin en granit, avec à sa base, les armes de Tanguy du Vieux-Chastel, dernier abbé de Landévennec. Statue couchée autrefois sur le tombeau de saint Guénolé, fragments lapidaires avec armoiries d'abbés et la devise des bénédictins sur un écusson. Des meules ferrugineuses sont les restes de fonderies établies par les moines.
Landévennec aujourd'hui, dispose des structures adaptées pour accueillir les touristes et reste un havre de paix où l'hiver, il est très agréable de s'y promener.
Des animations sont proposées, notamment l'été, et en particulier au musée de l'ancienne abbaye de Landévennec.
Depuis 2010, chaque année en septembre, l'événement Verbe Sacré propose des créations théâtrales (le plus souvent dans les ruines mêmes de l'ancienne abbaye), dont la particularité est de présenter un travail d'écriture reprenant textes anciens et actuels, religieux et laïc, avec l'ambition d'illustrer les questionnements universel de notre condition humaine.
L'ancien hôtel Beauséjour, qui était à l'abandon depuis 2004, a été réhabilité en musée immersif traitant de la grande histoire de Bretagne. Il a ouvert ses portes en juin 2023 aux amoureux de la Bretagne dans ce village aux origines de l'histoire bretonne.Ce mursée immersif trilingue breton,français,anglais comprend 3 salles consacrées à l histoire de la Bretagne des origines à nos jours ainsi qu'une salle ar marveilhou dédiée aux contes et légendes celtiques.L'originalite de  cet espace unique est de disposer également d'une zone traitant de la Bretagne d'aujourd'hui. environnement. économie et société. 
Landevennec du fait de Breizh Odyssee et.du musée de l'ancienne abbaye est devenu un pôle régional de transmission de cette histoire de Bretagne aux jeunes générations.

### Héraldique
| Blason de Landévennec | Blason  | D'hermine au gousset d'azur, chargé d'un navire équipé et habillé d'or soutenu d'une crosse du même. Devise / Cri'Da vro atav (Da vro atao) ("Ton pays toujours") |
| Blason de Landévennec | Détails | |

## Démographie
| 1793 | 1800 | 1806 | 1821 | 1831 | 1836 | 1841 | 1846 | 1851 |
| ---- | ---- | ---- | ---- | ---- | ---- | ---- | ---- | ---- |
| 497  | 530  | 561  | 650  | 722  | 747  | 838  | 891  | 921  |

| 1856 | 1861 | 1866  | 1872  | 1876 | 1881 | 1886  | 1891  | 1896  |
| ---- | ---- | ----- | ----- | ---- | ---- | ----- | ----- | ----- |
| 934  | 939  | 1 023 | 1 008 | 974  | 944  | 1 038 | 1 057 | 1 184 |

| 1901  | 1906  | 1911  | 1921 | 1926 | 1931  | 1936 | 1946 | 1954 |
| ----- | ----- | ----- | ---- | ---- | ----- | ---- | ---- | ---- |
| 1 066 | 1 058 | 1 043 | 822  | 812  | 1 004 | 744  | 747  | 579  |

| 1962 | 1968 | 1975 | 1982 | 1990 | 1999 | 2006 | 2011 | 2016 |
| ---- | ---- | ---- | ---- | ---- | ---- | ---- | ---- | ---- |
| 564  | 523  | 423  | 377  | 374  | 371  | 349  | 341  | 332  |

| 2021 | 2022 | - | - | - | - | - | - | - |
| ---- | ---- | - | - | - | - | - | - | - |
| 338  | 335  | - | - | - | - | - | - | - |

 Commentaire : La commune de Landévennec est de nos jours moins peuplée qu'elle ne l'était en 1793, ayant perdu 141 habitants en un peu plus de deux siècles. Mais cette analyse globale masque des évolutions très contrastées selon les périodes : une croissance démographique continue et importante de 1793 à 1866, la commune gagnant 526 habitants en 73 ans, faisant plus que doubler sa population ; ensuite, une brève et légère période de déclin démographique entre 1866 et 1881, la commune perdant alors 79 habitants en 15 ans ; une nette mais brève reprise de l'essor démographique ensuite entre 1881 et 1896, année du maximum démographique avec 1184 habitants, la commune gagnant alors 240 habitants en 15 ans. Dans le courant du XXe siècle, Landévennec connaît un déclin démographique continu et spectaculaire, la commune perdant 835 habitants en 110 ans de 1896 à 2006, soit 70 % de sa population en un peu plus d'un siècle.
Landévennec continue à connaître un important solde naturel négatif : - 1,3 % l'an entre 1999 et 2007 (en valeur absolue, 23 naissances ont été enregistrées entre 1999 et 2008 pour 71 décès pendant la même période (entre 1999 et 2007, le taux de natalité a été de 6,2 pour mille et celui de mortalité de 19,0 pour mille, soit un taux d'accroissement naturel négatif de - 12,8 pour mille ; ce déficit naturel n'est pas compensé par un solde migratoire certes désormais positif depuis 1975, mais illusoire car il est dû essentiellement à la venue de personnes âgées, attirées par le bord de mer et la calme, ce qui contribue à accentuer un net vieillissement de la population : en 2007, Landévennec comptait 33,5 % de personnes âgées de 65 ans et + pour seulement 12,5 % de moins de 15 ans, soit presque trois fois moins de jeunes que de personnes âgées.
Le nombre des résidences principales stagne : 165 en 2007, exactement le même chiffre qu'en 1999. Les rares constructions neuves sont des résidences secondaires (12 de plus en 2007 par rapport à 1999. Landévennec est devenue une commune touristique : en 2007, les résidences secondaires (158) y étaient presque aussi nombreuses que les résidences principales (165).

## Patrimoine

### Patrimoine religieux

#### Ancienne abbaye de Saint-Guénolé

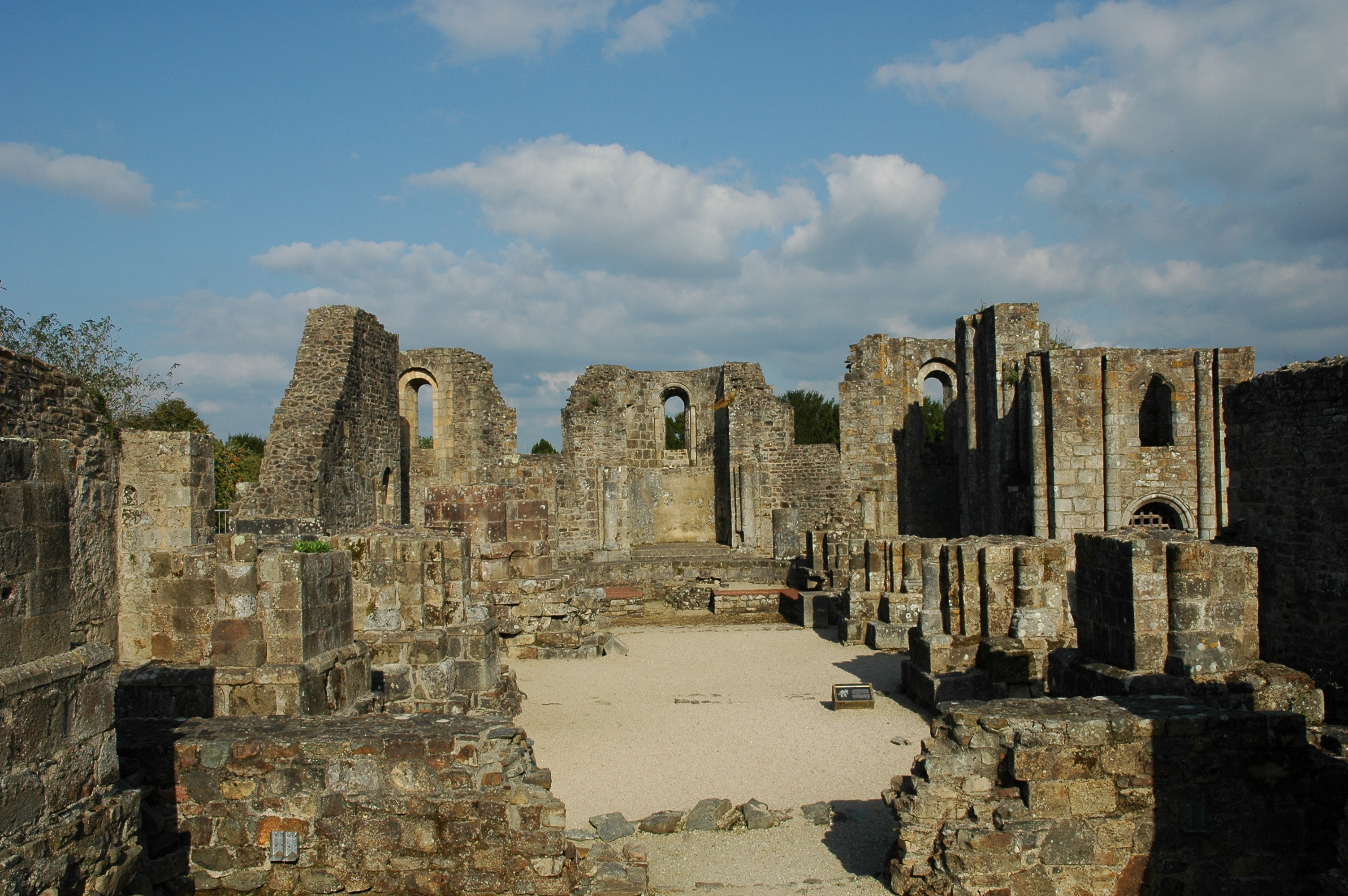
L'ancienne abbaye de Landévennec.

L'ancienne abbaye de Saint-Guénolé fait l'objet d'un classement au titre des monuments historiques depuis le 26 mai 1992. Ouvert depuis 1990, le musée de l'ancienne abbaye installé à proximité du site archéologique présente aux visiteurs la remarquable et longue histoire de ces lieux à travers notamment l'exposition de découvertes issues des recherches archéologiques entreprises depuis 1978. C'est l'association Abati Landevenneg qui, depuis 1988, a reçu la mission de gérer et mettre en valeur le site, le jardin et le musée de l'ancienne abbaye de Landévennec.

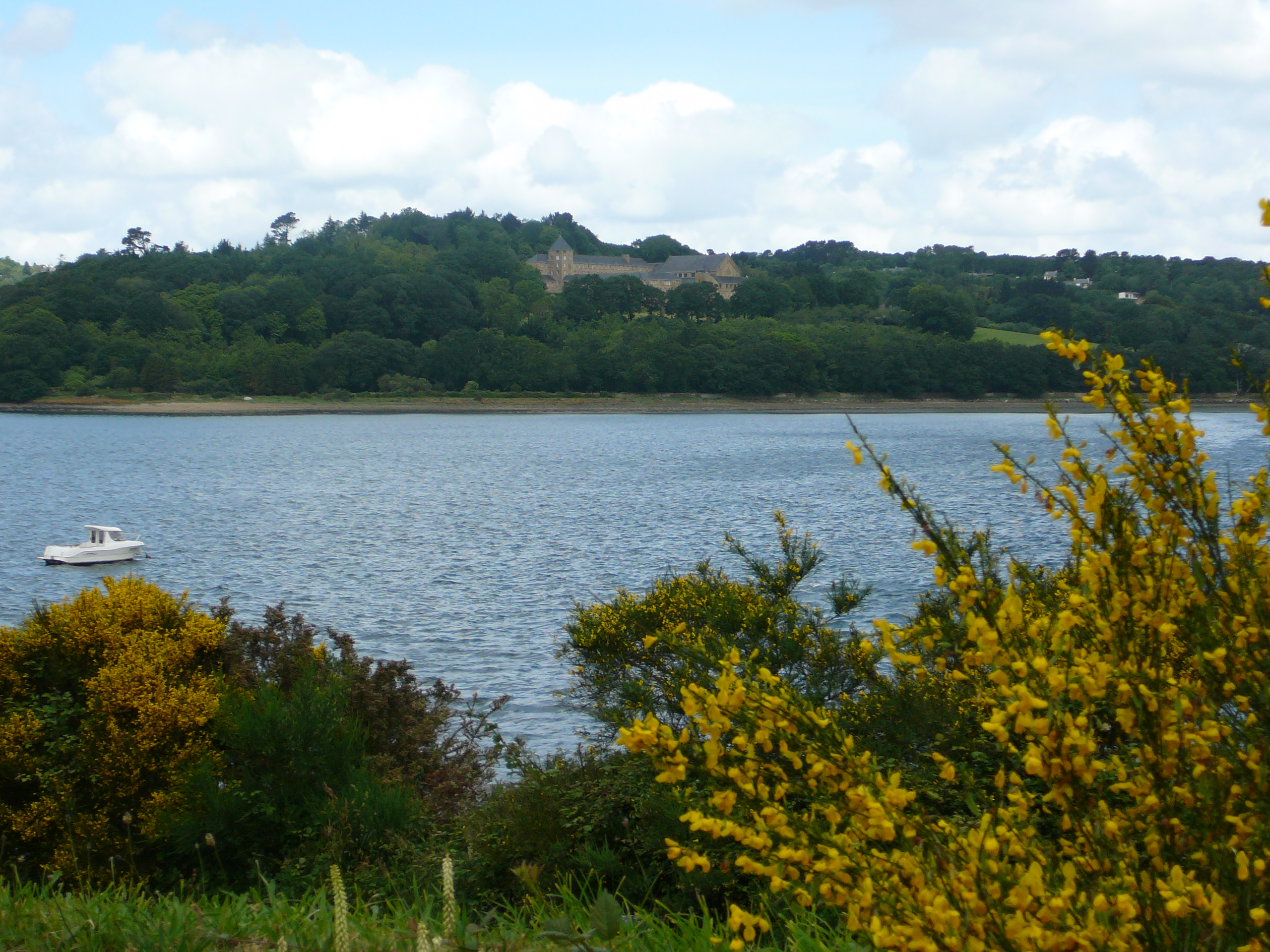
L'Aulne et au fond la nouvelle abbaye de Landévennec.

#### Église Notre-Dame de Landévennec
Décrite au début du XXe siècle par les chanoines Jean-Marie Abgrall et Paul Peyron, l'église Notre-Dame-de-Landévennec fait l'objet d'une inscription au titre des monuments historiques depuis le 11 mai 1932.
La petite église de Landévennec date du XVIIe siècle et est située au nord du bourg, en bordure de mer. L'enclos percé d'un portail surmonté d'une niche permet d'accéder au cimetière marin qui entoure l'église. Les tombes disposées en espalier sont tournées vers l'océan.
L'édifice en contrebas impose par son architecture. Le clocher (1659) à chambre est sans galerie. Sur le pignon on distingue les armes de l'abbé Tanguy. Ce dernier contribua, après les troubles du XVIe siècle, à restaurer l'abbaye mais aussi à dynamiser le bourg.
Le blason comporte les armes de son prédécesseur, l'abbé Briant : « écartelé d'azur au pigeon d'argent portant dans son bec un rameau de sinople ». Ce qui signifie : « un pigeon blanc portant dans son bec un rameau vert ».
Les armes de l'abbé Tanguy « ...et d'azur à l'aigle éployé d'or accompagné de trois étoiles de même » signifie : « ...et un aigle aux ailes déployées, deux étoiles à la tête et une aux pieds, le tout sur fond bleu ».
Ces armoiries se retrouvent sur la chapelle du Folgoat, sur l'arc de triomphe d'Argol, sur l'église et sur le presbytère de Crozon. Sur ce dernier bâtiment, elles ont été martelées pendant la Révolution.
L'ensemble de l'église date en grande partie du XVIIe siècle. De nombreuses dates sont gravées à l'intérieur. On retrouve la date de 1659 dans la nef, l'abside semble datée de 1652, le porche surmonté d'une croix de 1699, la sacristie de 1740. Il y a de très belles statues et un magnifique retable.
Au bas de la nef, un rideau adoucit la longueur de l'édifice. Les tableaux sauvés du vandalisme durant la Révolution, proviennent de l'abbaye.
Sur le pignon ouest, l'un des tableaux représente saint Corentin devant la cathédrale de Quimper. On distingue la flèche en plomb du transept, brûlé en 1620, les fortifications, le port Sainte-Catherine. Un seigneur coupe en deux le poisson du saint, au bord de la fontaine.
L'autre tableau représente le supplice d'un jeune martyr : saint Sébastien. Un bourreau lui lie les pieds, un autre lui passe des liens sur le milieu du corps. Les personnages sont au nombre de sept ou huit. L'un tient en main une flèche, l'autre une enseigne romaine. Trois ou quatre sont coiffés de turbans.
Le mur est orné d'une grande toile représentant la Cène. Elle provient aussi de l'abbaye.
Sur le mur sud, une peinture sur bois représente le martyre de saint Jacques le Mineur, évêque de Jérusalem. Trois hommes d'armes et un chef broient les membres et la tête du Saint à coups de bâton. Au second plan, on distingue des bateaux.
À côté, se trouve la statue en bois de saint Jacques le Mineur, en souvenir peut-être des pèlerins de Compostelle qui faisaient escale à Landévennec.
Au nord de la nef, une statue du Christ datant du XVIIe siècle, est posée sur un bénitier et adossée au mur de l'autel de Saint Jean-Baptiste.
Le confessionnal construit en bois, possède une porte ajourée sculptée de fleurs de lys. Cette œuvre semble datée de la Restauration.
Depuis 1761, cette église est sous le patronage de Notre-Dame de Bonne Nouvelle. Le pardon avait lieu initialement le jour de l'Assomption ; actuellement, il se déroule le dimanche qui suit le 15 août.
Selon Yann Brékilien la statue de bois de saint Guénolé était traversée par une longue cheville que l'on grattait pour recueillir quelques raclures, dont on faisait une infusion souveraine contre la stérilité ; quand la cheville commençait à être usée, un coup de marteau donné derrière la statue la faisait ressortir un peu plus.

#### Cimetière des navires

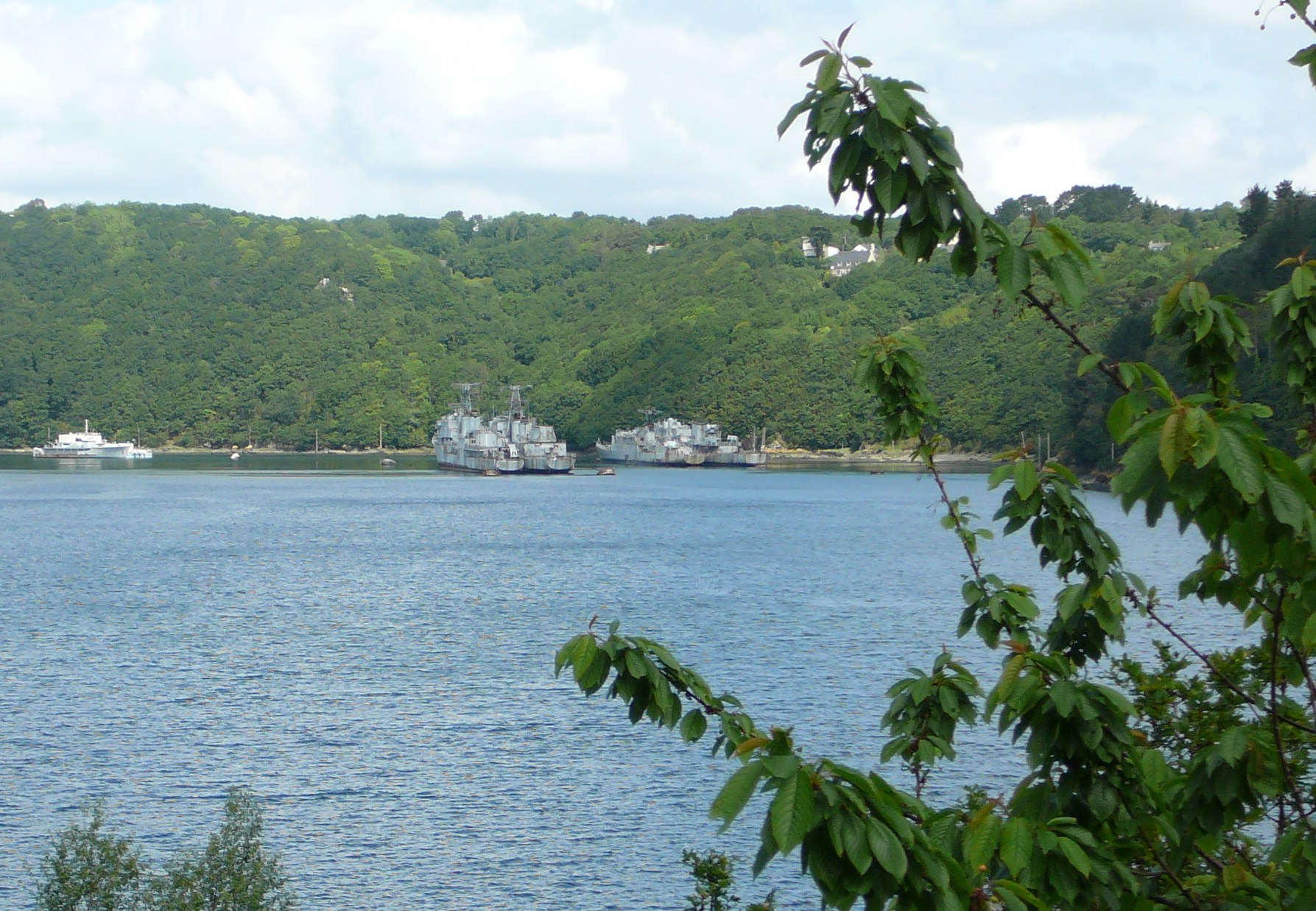
Le cimetière de bateaux de Landévennec.

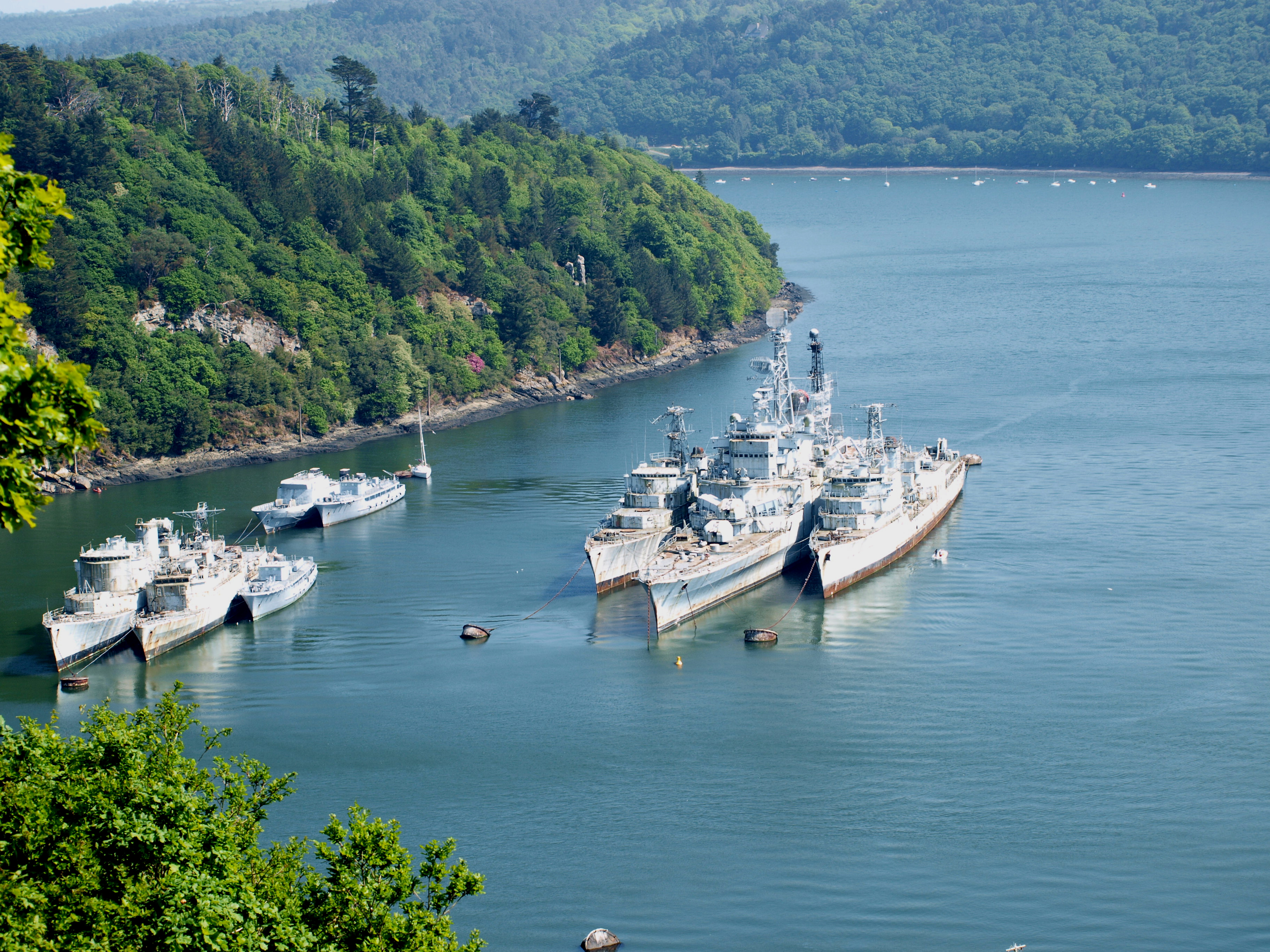
Le cimetière de bateaux.

### Autres
- Villa Crouan-Farge : située 3 rue Port-Maria, elle est construite en 1876 sur les plans de l'architecte Abel Chabal[52] pour Alexis Crouan (1841-1901), conseiller municipal de Landévennec de 1881 à 1896 et époux de la petite-fille du Dr François Bavay, propriétaire des ruines de l'abbaye. La famille Crouan est propriétaire de l'ensemble des parcelles de Port-Maria jusqu'en 1914[53].

## Politique et administration

### Liste des maires
| Période                                  | Période  | Identité             | Étiquette | Qualité                                           |
| ---------------------------------------- | -------- | -------------------- | --------- | ------------------------------------------------- |
| 1827                                     | 1829     | Jacques Salaün       |           | Marin (patron de gabare) ; propriétaire.          |
| 1832                                     | 1833     | Louarn               |           |                                                   |
| 1835                                     | 1836     | Aristide Vincent     |           |                                                   |
| 1845                                     | 1866     | Jacques Marie Louarn |           |                                                   |
| 1867                                     | 1874     | Jean Le Stum         |           |                                                   |
| 1876                                     | 1881     | Victor Ély           |           | Marin gabarier ; capitaine de cabotage.           |
| 1881                                     | 1893     | Jacques Mazéas       |           | Cultivateur.                                      |
| 1893                                     | 1900     | Eugène Gilbert       |           | Sous-commissaire de la marine en retraite.        |
| 1900                                     | 1908     | Jean Gourmelon       |           |                                                   |
| 1908                                     | 1917     | Julien Mazéas        |           |                                                   |
| 1919                                     | 1925     | Marcel Aury          |           | Négociant à Moulin Mer.                           |
| 1929                                     | 1935     | Jacques Le Goff      | Rad.ind   |                                                   |
| 1935                                     | 1935     | Pierre Cariou        |           |                                                   |
| 1944                                     | 1951     | Joachim Le Stum      | SFIO      |                                                   |
| 1951                                     | 1959     | Jean Kerrest         | UDSR      | Administrateur des services civils de l'Indochine |
| 1959                                     | 1961     | Jean Le Bot          |           |                                                   |
| 1961                                     | 1969     | Gaston Carrayrou     |           |                                                   |
| 1971                                     | 1974     | Yves Ropars          | UDR       |                                                   |
| 1974                                     | 1983     | Jean Le Stum         | DVD       |                                                   |
| 1983                                     | En cours | Roger Lars           | PS        | Ancien cadre                                      |
| Les données manquantes sont à compléter. |          |                      |           |                                                   |

### Jumelages
Lizard (village) (Cornouailles)

### Intercommunalité
- Communauté de communes Presqu'île de Crozon-Aulne maritime

## Légende
- La Légende des Sept-Saints concerne pour partie Landévennec[54].

## Personnalités liées à la commune
- Saint Guénolé.
- Gilles Baudry, moine et poète né en 1948.